# Tangaren
Die Tangaren (Thraupidae) sind eine arten- und formreiche Vogelfamilie in der Ordnung der Sperlingsvögel (Passeriformes). Sie kommen in Mexiko, Mittel- und Südamerika, auf den Galapagosinseln und auf den Westindischen Inseln vor.

## Merkmale
Tangaren sind kleine bis mittelgroße Vögel mit einem zylindrisch bis ovalen Körper, der oft in einer mehr oder weniger horizontalen Stellung gehalten wird. Der Kopf ist klein bis mittelgroß, der Hals kurz und dick. Je nach Ernährungsweise ist der Schnabel unterschiedlich geformt; konisch bei Körnerfressern, klein und spitz bei Insektenfressern und gebogen bei Arten, die viel Nektar fressen. Beine und Füße sind in der Regel mittelgroß bis klein. Viele Samen fressende Arten sind bräunlich gefärbt, während Nektar und Früchte fressende Arten oft auffallend bunt sind. Männchen sind oft bunter und auffälliger gefärbt, es gibt jedoch auch viele sehr farbige Arten, bei denen Männchen und Weibchen gleich farbig sind.

## Lebensraum und Lebensweise
Tangaren bewohnen sowohl Tieflandregenwälder, verbuschte Gebiete mit ausgeprägten Jahreszeiten und aride Grassländer als auch die baumlose Puna, felsige Berghänge und Schneefelder in den Anden. Je nach Schnabelform ernähren sich Tangaren von Insekten, Früchten, Sämereien, Nektar oder von verschiedenen Kombinationen dieser Nährstoffe. Einige Arten folgen den Zügen der Wanderameisen und schnappen sich die aufgeschreckten Insekten.

## Fortpflanzung
Tangaren sind in der Regel monogam und beide Eltern kümmern sich um die Brut. Die Nester sind meist napfförmig und werden auf Bäume oder Büsche gebaut; einige Arten bauen auch geschlossene Nester, die einen seitlichen Eingang besitzen. Das Gelege besteht meist aus einem bis vier Eiern oder einem bis zwei bei Arten, die nicht in den Bergen leben. Nur die Weibchen brüten. Die Brutdauer liegt bei 12 bis 14 Tagen, bei der höhlenbrütenden Schwalbentangare aber bei 17 Tagen. Die Nestlinge werden von beiden Eltern gefüttert. Sie verlassen das Nest nach 11 bis 20 Tagen. Die Nestlingszeit ist bei Arten, die ihre Nester nah des Erdbodens bauen, in den meisten Fällen kürzer. Nach dem Flüggewerden müssen die Jungvögel einiger Arten gleich selbständig ihre Nahrung suchen und werden nicht mehr von den Eltern gefüttert, bei anderen Arten werden sie noch mehrere Monate gefüttert.

## Systematik
Die Tangaren wurden 1847 durch den deutschen Ornithologen Jean Louis Cabanis als Unterfamilie der Ammern (Emberizidae) erstmals wissenschaftlich beschrieben, gelten heute aber als eigenständige Familie. Die Schwestergruppe der Tangaren sind die Kardinäle (Cardinalidae), und beide zusammen sind die Schwestergruppe der Stärlingstangaren (Mitrospingidae). Einige Gattungen wurden aufgrund molekulargenetischer Untersuchungen aus der Familie der Tangaren ausgegliedert und werden nun den Kardinälen zugeordnet. Andere Gattungen sind wiederum aus dieser Familie und von den Neuweltammern (Passerellidae) in die Tangaren aufgenommen worden.

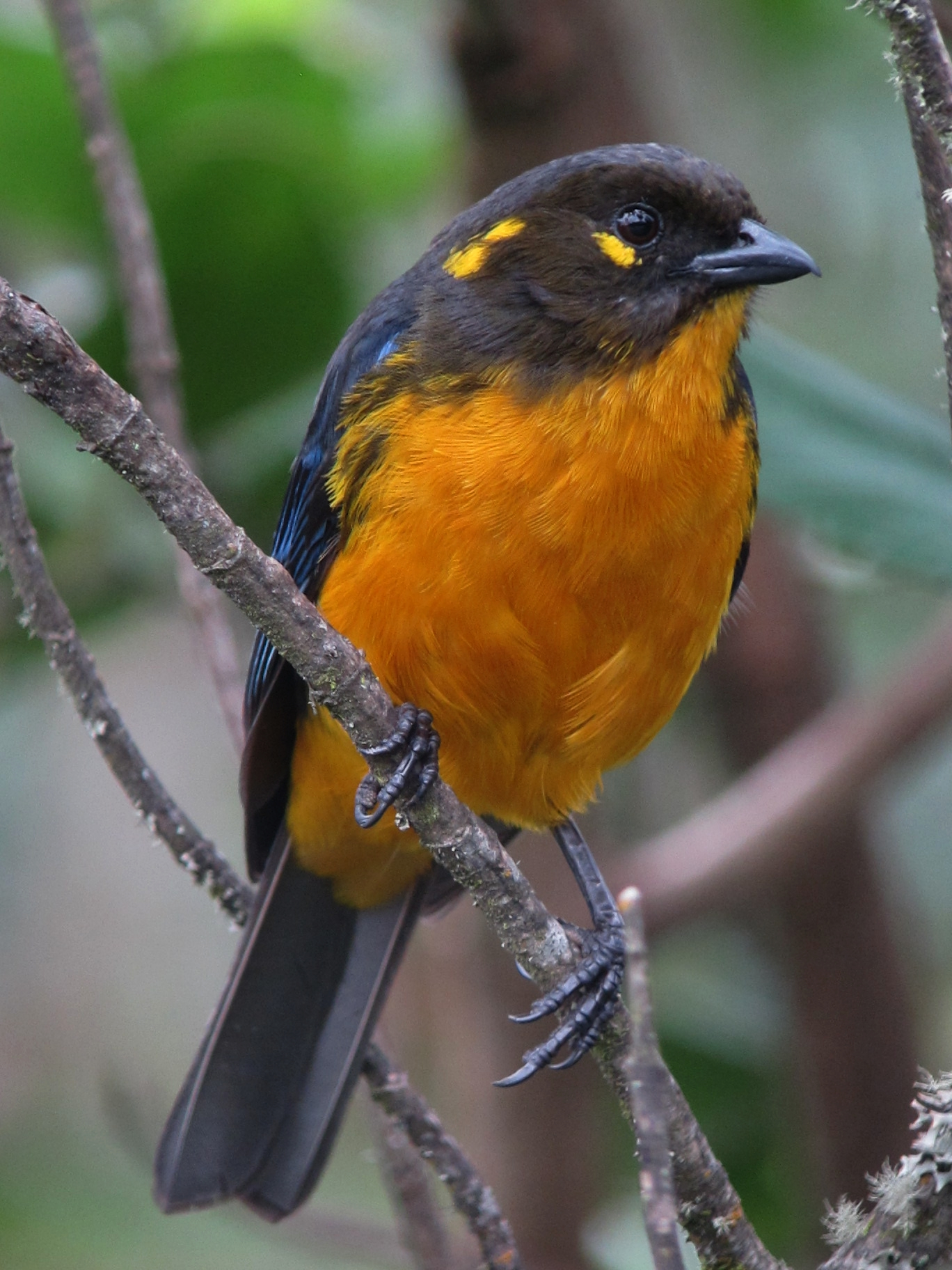
Tränentangare (Anisognathus lacrymosus)

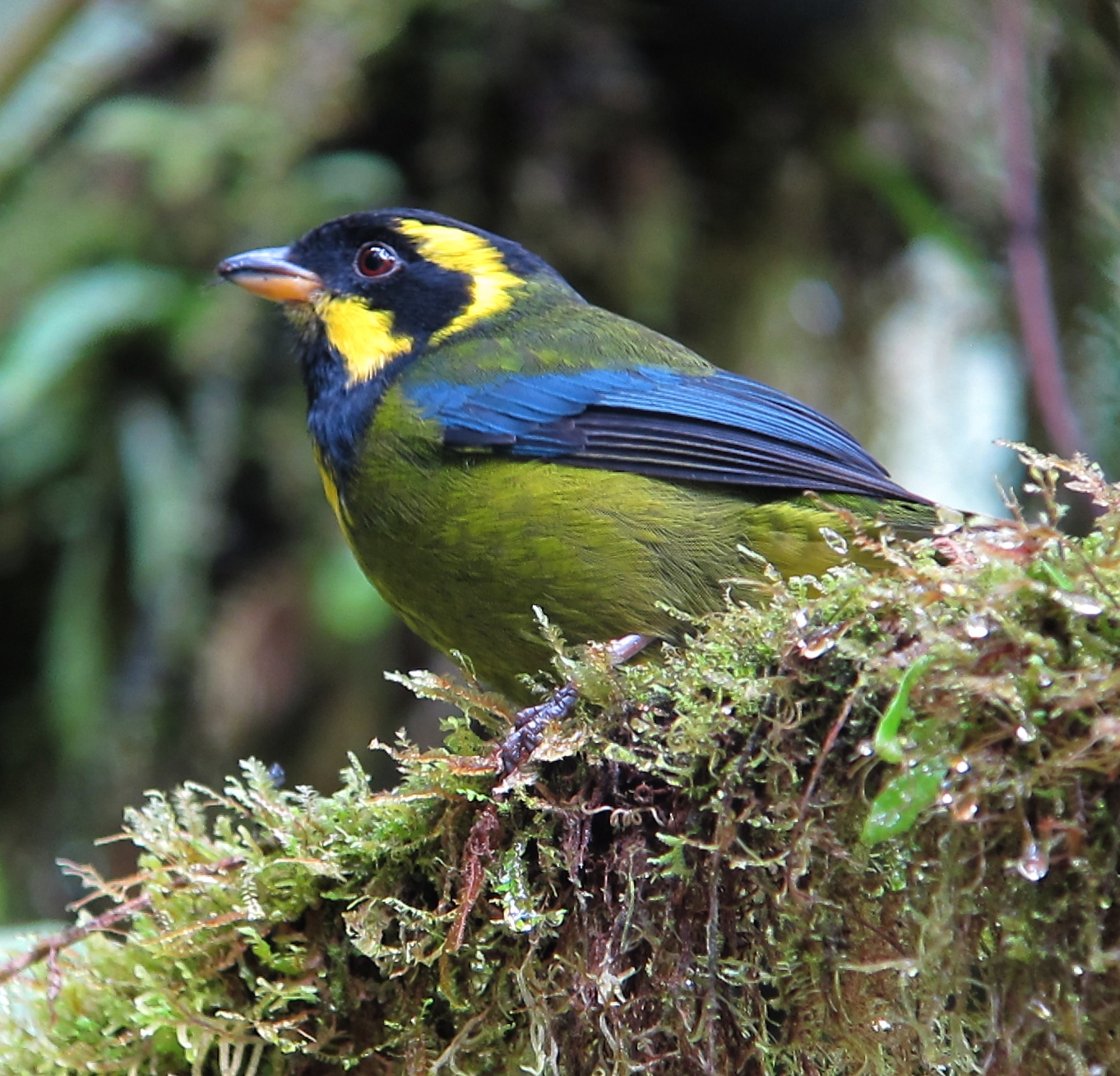
Goldringtangare (Bangsia aureocincta)

## Gattungen und Arten
Zur Familie der Tangaren gehören ca. 100 Gattungen mit etwa 380 Arten:
- Acanthidops
  - Vulkanammertangare (Acanthidops bairdi)
- Bergtangaren (Anisognathus)
  - Blauschwingen-Bergtangare (Anisognathus flavinucha)
  - Mennigohr-Bergtangare (Anisognathus igniventris)
  - Tränenbergtangare (Anisognathus lacrymosus)
  - Schwarzwangen-Bergtangare (Anisognathus melanogenys)
  - Schwarzkinn-Bergtangare (Anisognathus notabilis)
  - Blauflügel-Bergtangare (Anisognathus somptuosus)
- Asemospiza
  - Schwarzbrust-Gimpelfink (Asemospiza fuliginosa)
  - Braungimpelfink (Asemospiza obscura)
- Bangsia
  - Bangs-Tangare (Bangsia arcaei)
  - Goldringtangare (Bangsia aureocincta)
  - Edwards-Tangare (Bangsia edwardsi)
  - Olivbergtangare (Bangsia flavovirens)
  - Blauschultertangare (Bangsia melanochlamys)
  - Rothschild-Tangare (Bangsia rothschildi)
- Buthraupis
  - Goldrücken-Bergtangare (Buthraupis aureodorsalis)
  - Blaurücken-Bergtangare (Buthraupis montana)
- Calochaetes

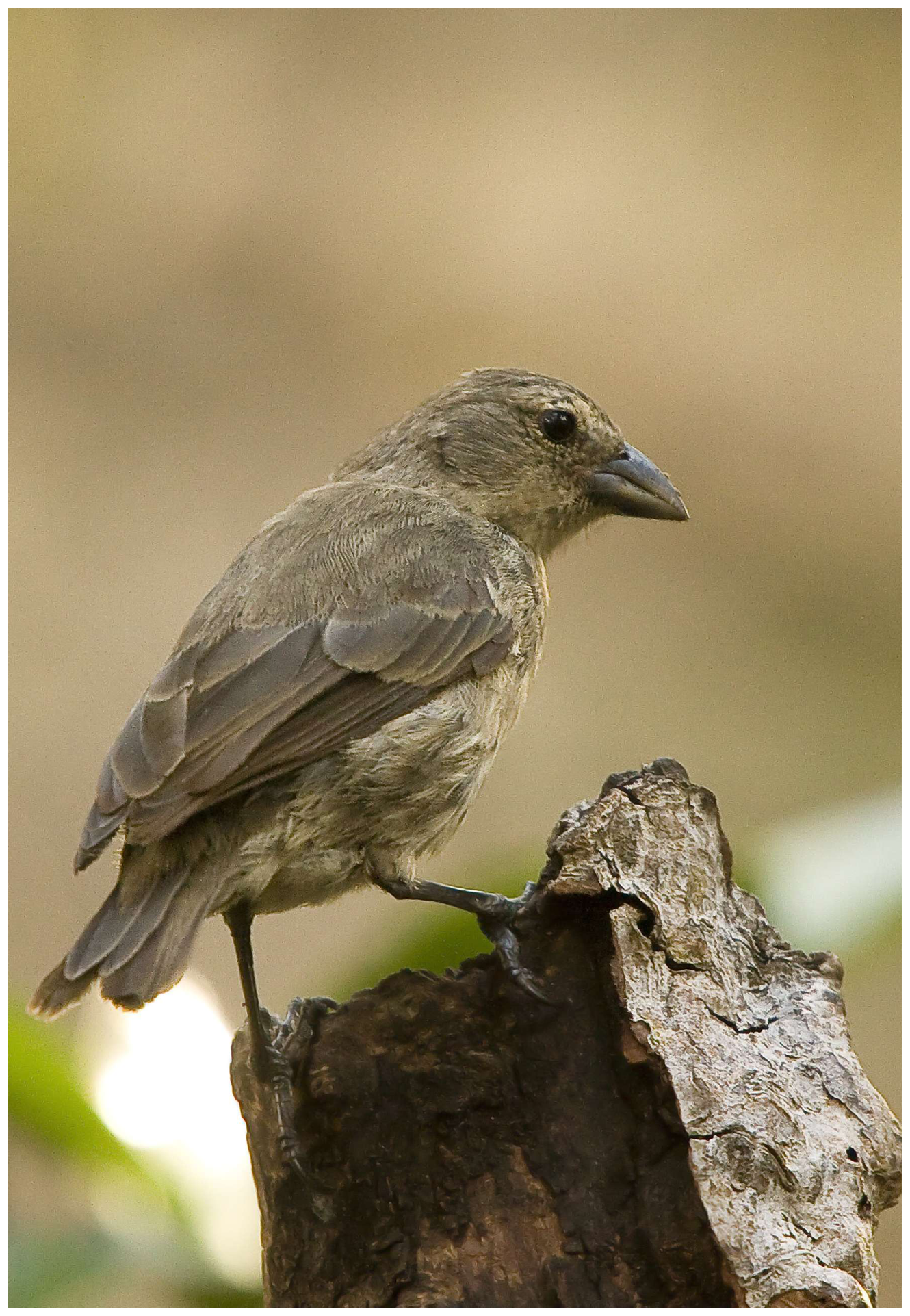
Mangrovedarwinfink (Camarhynchus heliobates)

  - Mennigtangare (Calochaetes coccineus)Mangrovedarwinfink (Camarhynchus heliobates)
- Baumfinken (Camarhynchus)
  - Mangrovedarwinfink (Camarhynchus heliobates)
  - Spechtdarwinfink (Camarhynchus pallidus)
  - Zweig-Darwinfink (Camarhynchus parvulus)
  - Kleinschnabel-Darwinfink (Camarhynchus pauper)
  - Papageischnabel-Darwinfink (Camarhynchus psittacula)
- Castanozoster
  - Maronenbrust-Finkentangare (Castanozoster thoracicus)
- Catamblyrhynchus
  - Plüschkopftangare (Catamblyrhynchus diadema)
- Catamenia
  - Spiegel-Catamenie (Catamenia analis)
  - Schlicht-Catamenie (Catamenia inornata)
  - Schlankschnabel-Catamenie (Catamenia homochroa)
- Certhidea
  - Waldsänger-Darwinfink (Certhidea olivacea)
  - Laubsänger-Darwinfink (Certhidea fusca)
- Chalcothraupis
  - Rotnackentangare (Chalcothraupis ruficervix)

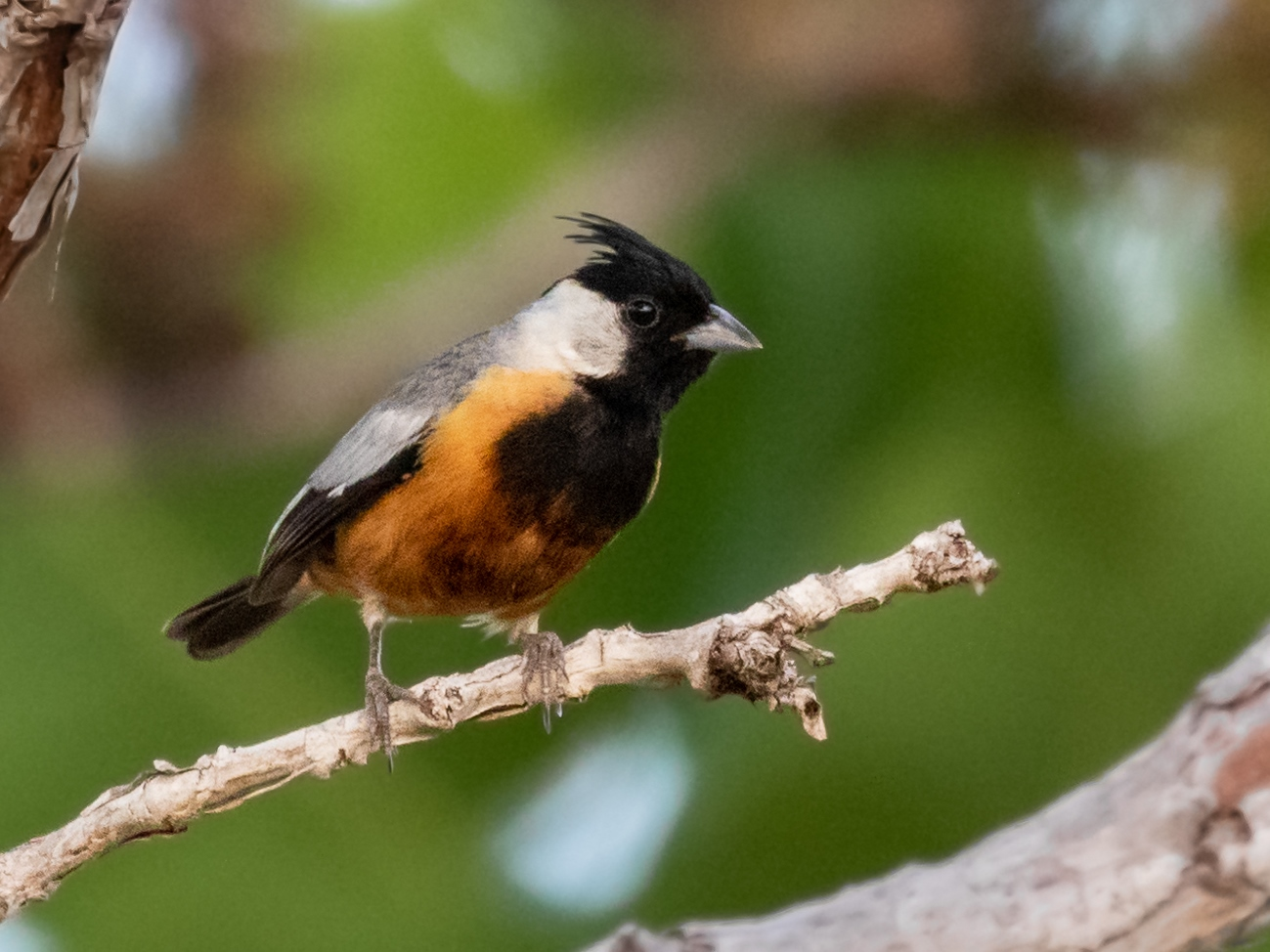
Meisentangare (Charitospiza eucosma)

- CharitospizaMeisentangare (Charitospiza eucosma)
  - Meisentangare (Charitospiza eucosma)
- Bunttangaren (Chlorochrysa)
  - Braunohr-Bunttangare (Chlorochrysa calliparaea)
  - Schwarzohr-Bunttangare (Chlorochrysa nitidissima)
  - Rotohr-Bunttangare (Chlorochrysa phoenicotis)
- Chlorophanes
  - Kappennaschvogel (Chlorophanes spiza)
- Chlorornis
  - Papageitangare   (Chlorornis riefferii)
- Chrysothlypis
  - Zitronentangare (Chrysothlypis chrysomelas)
  - Seidenflankentangare (Chrysothlypis salmoni)

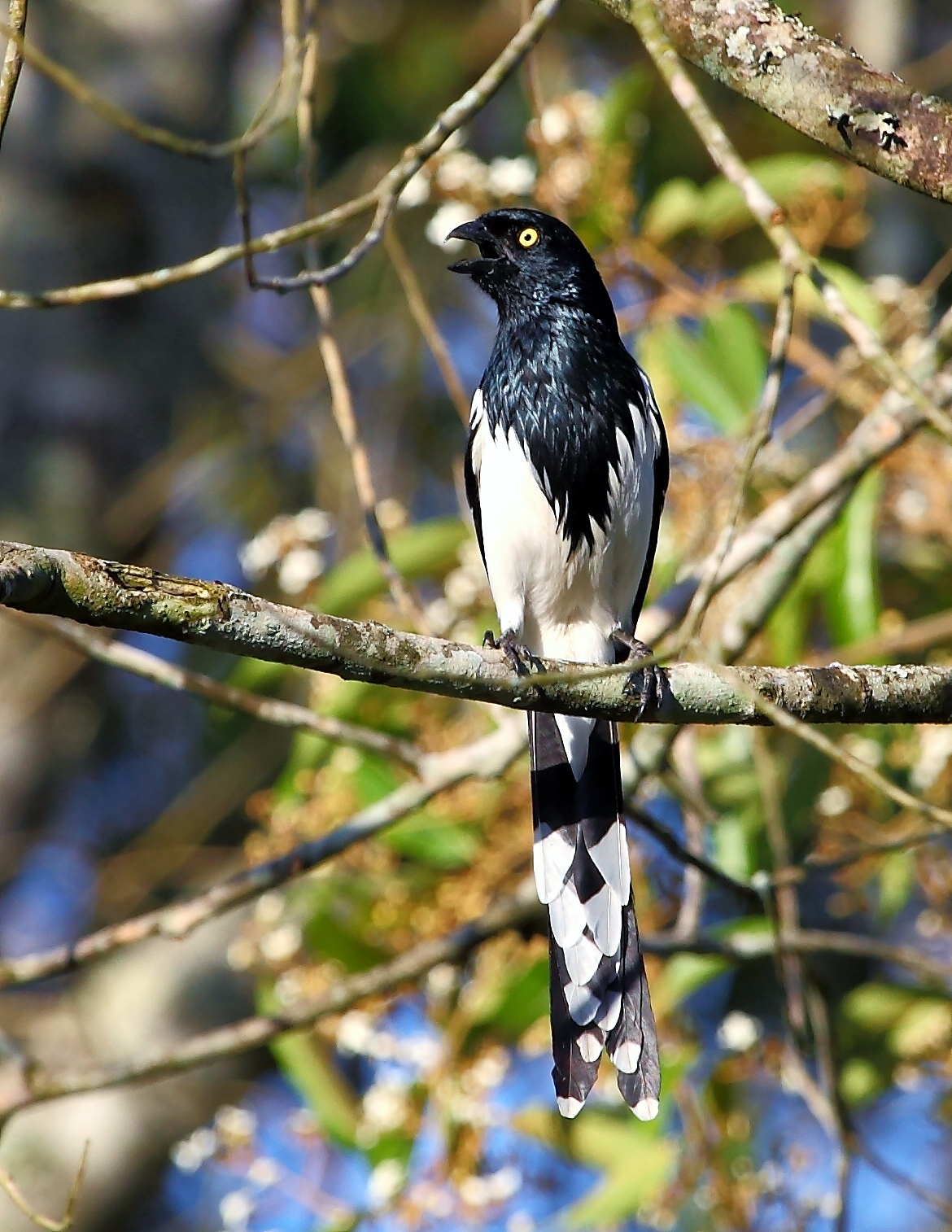
Elstertangare (Cissopis leveriana)

- CissopisElstertangare (Cissopis leveriana)
  - Elstertangare (Cissopis leveriana)
- Cnemathraupis
  - Goldrücken-Bergtangare (Cnemathraupis aureodorsalis)
  - Schwarzbrust-Bergtangare (Cnemathraupis eximia)
- Cnemoscopus
  - Rosaschnabeltangare (Cnemoscopus rubrirostris)
- Coereba
  - Zuckervogel (Coereba flaveola)
- Compsospiza
  - Baerammerfink (Compsospiza baeri)
  - Garleppammerfink (Compsospiza garleppi)
- Compsothraupis
  - Rotbrusttangare (Compsothraupis loricata)
- ConirostrumWeißstirn-Spitzschnabel (Conirostrum cinereum)

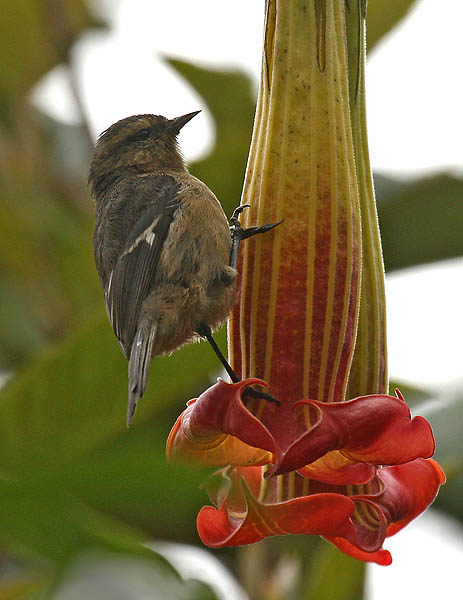
Weißstirn-Spitzschnabel (Conirostrum cinereum)

  - Kappenspitzschnabel (Conirostrum albifrons)
  - Zweifarben-Spitzschnabel (Conirostrum bicolor)
  - Riesenspitzschnabel (Conirostrum binghami)
  - Weißstirn-Spitzschnabel (Conirostrum cinereum)
  - Weißbrauen-Spitzschnabel (Conirostrum ferrugineiventre)
  - Weißohr-Spitzschnabel (Conirostrum leucogenys)
  - Perlbrust-Spitzschnabel (Conirostrum margaritae)
  - Rotbrauen-Spitzschnabel (Conirostrum rufum)
  - Blaurücken-Spitzschnabel (Conirostrum sitticolor)
  - Rotsteiß-Spitzschnabel (Conirostrum speciosum)
  - Rotstirn-Spitzschnabel ( Conirostrum tamarugense)
- Conothraupis
  - Witwentangare (Conothraupis mesoleuca)
  - Spiegeltangare (Conothraupis speculigera)

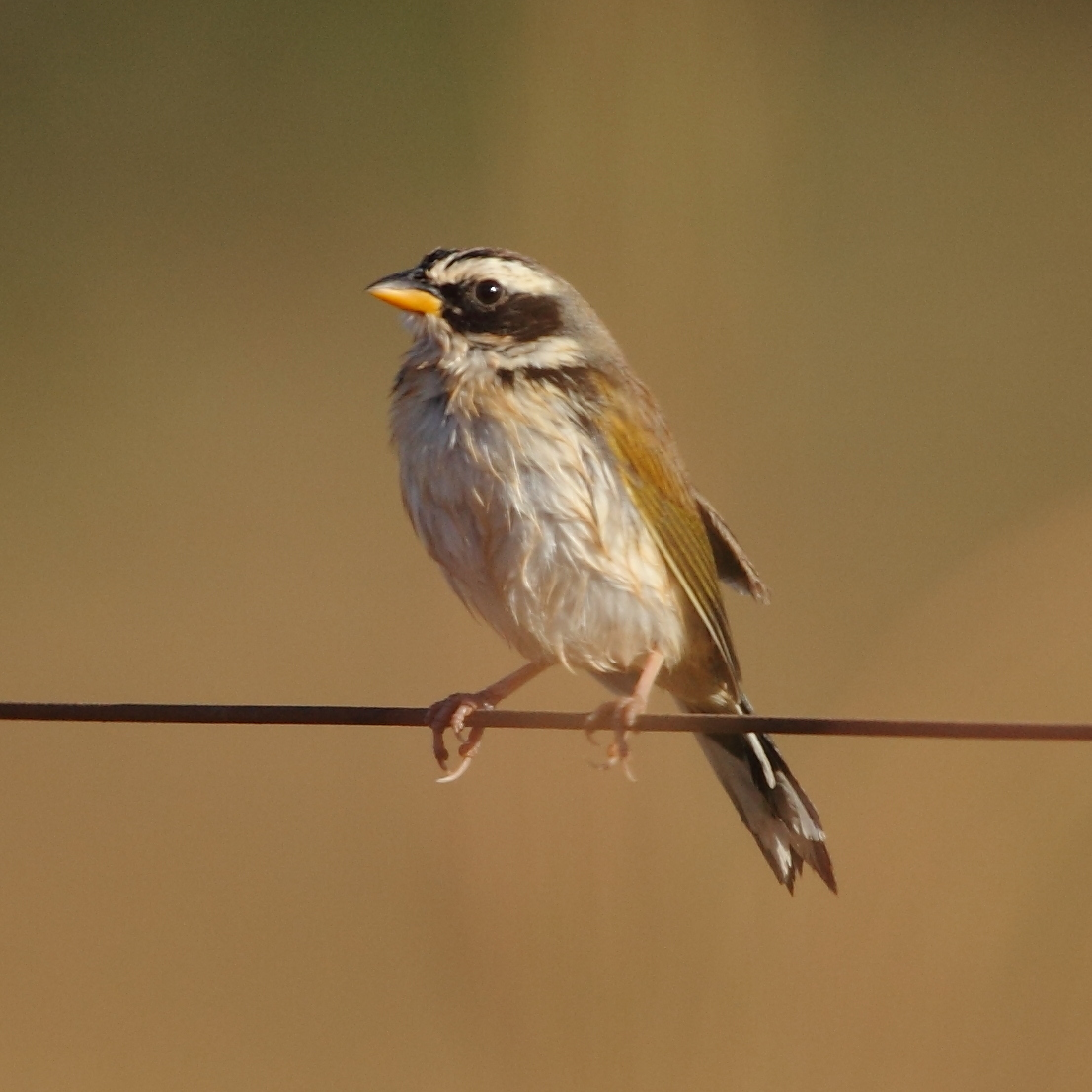
Schwarzkopftangare (Coryphaspiza melanotis)

- CoryphaspizaSchwarzkopftangare (Coryphaspiza melanotis)
  - Schwarzkopftangare (Coryphaspiza melanotis)
- Coryphospingus
  - Haubenkronfink (Coryphospingus cucullatus)
  - Graukronfink (Coryphospingus pileatus)
- Creurgops
  - Schiefertangare (Creurgops dentatus)
  - Ockerschopftangare (Creurgops verticalis)
- Türkisvögel (Cyanerpes)
- Cyanicterus
  - Ziertangare (Cyanicterus cyanicterus)
- Cypsnagra
  - Weißbürzeltangare (Cypsnagra hirundinacea)
- DacnisGelbbauchpitpit (Dacnis flaviventer)

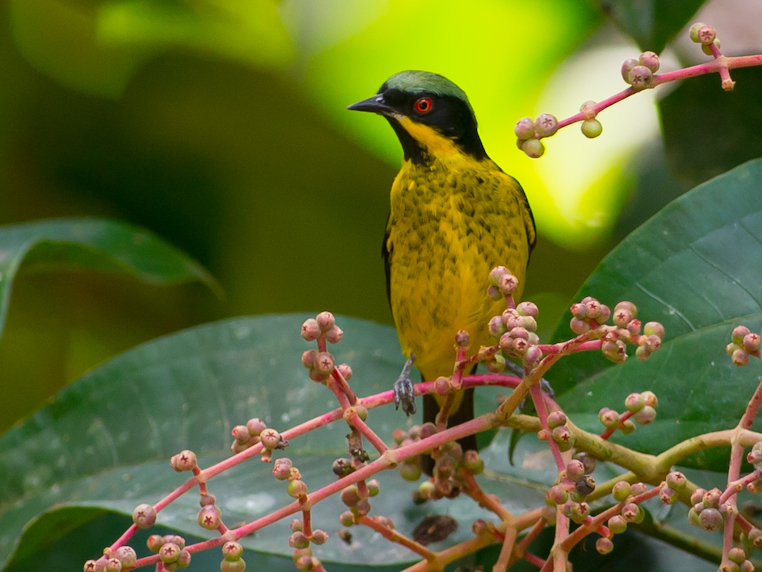
Gelbbauchpitpit (Dacnis flaviventer)

  - Weißbauchpitpit (Dacnis albiventris)
  - Rotbrustpitpit (Dacnis berlepschi)
  - Blaukopfpitpit (Dacnis cayana)
  - Gelbsteißpitpit (Dacnis egregia)
  - Gelbbauchpitpit (Dacnis flaviventer)
  - Türkispitpit (Dacnis hartlaubi)
  - Maskenpitpit (Dacnis lineata)
  - Blauflügelpitpit (Dacnis nigripes)
  - Rotschenkelpitpit (Dacnis venusta)
  - Grünflügelpitpit (Dacnis viguieri)

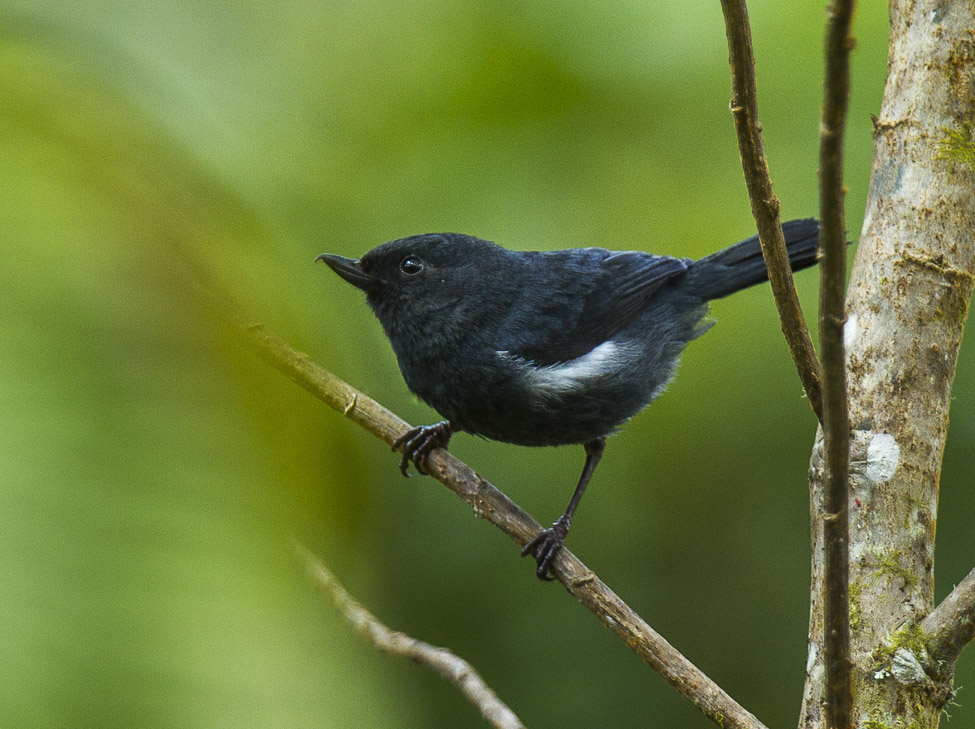
Schieferhakenschnabel (Diglossa albilatera)

- Hakenschnäbel (Diglossa)Schieferhakenschnabel (Diglossa albilatera)
  - Schieferhakenschnabel (Diglossa albilatera)
  - Zimtbauch-Hakenschnabel (Diglossa baritula)
  - Schwarzkehl-Hakenschnabel (Diglossa brunneiventris)
  - Silberhakenschnabel (Diglossa caerulescens)
  - Graubauch-Hakenschnabel (Diglossa carbonaria)
  - Maskenhakenschnabel (Diglossa cyanea)
  - Schuppenbrust-Hakenschnabel (Diglossa duidae)
  - Ultramarin-Hakenschnabel (Diglossa glauca)
  - Méridahakenschnabel (Diglossa gloriosa)
  - Maronenbauch-Hakenschnabel (Diglossa gloriosissima)
  - Schwarzhakenschnabel (Diglossa humeralis)
  - Indigohakenschnabel (Diglossa indigotica)
  - Stahlhakenschnabel (Diglossa lafresnayii)
  - Strichelhakenschnabel (Diglossa major)
  - Barthakenschnabel (Diglossa mystacalis)
  - Einfarb-Hakenschnabel (Diglossa plumbea)
  - Rostbauch-Hakenschnabel (Diglossa sittoides)
  - Trauerhakenschnabel (Diglossa venezuelensis)

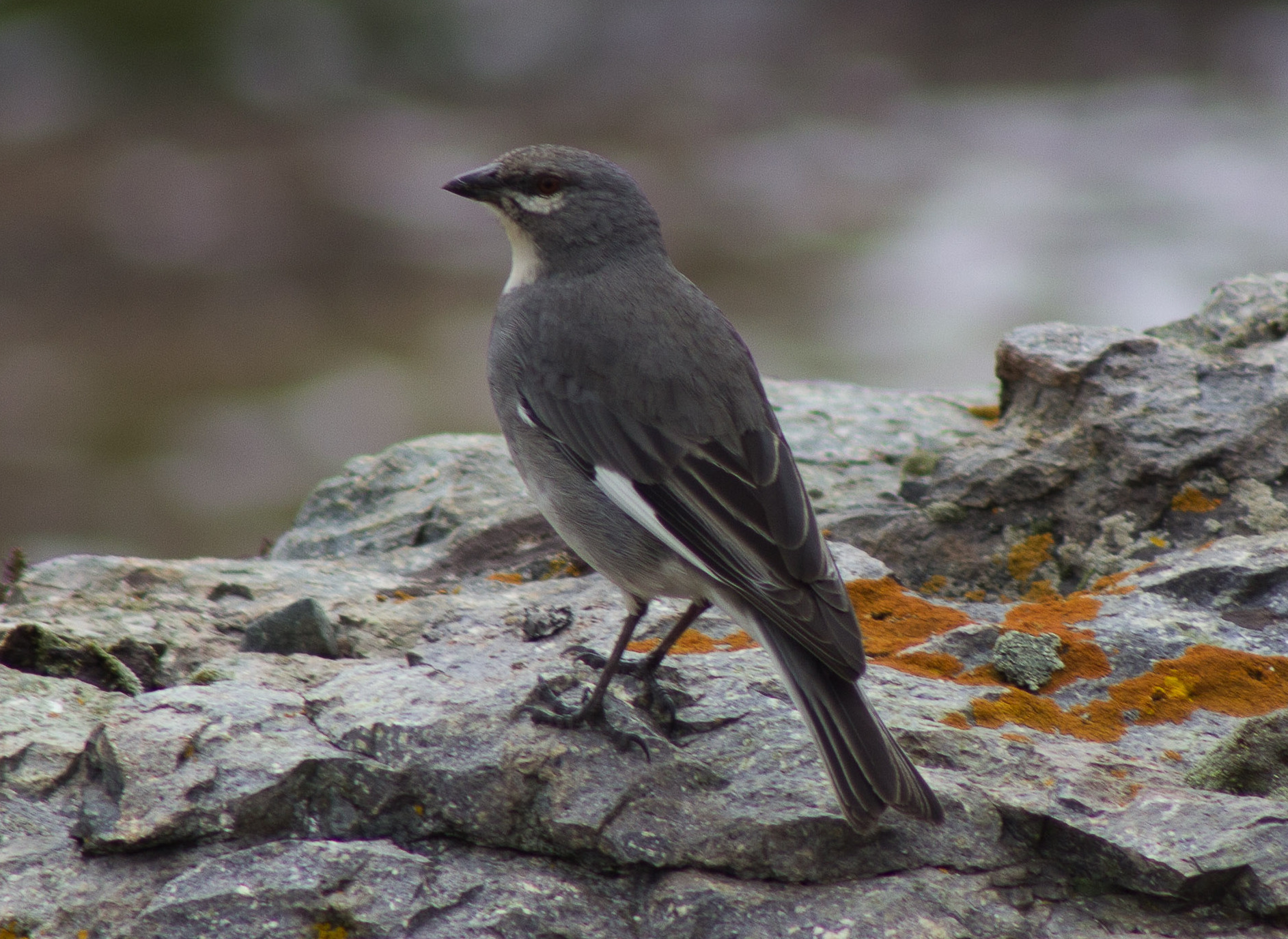
Spiegelammertangare (Diuca speculifera)

- DiucaSpiegelammertangare (Diuca speculifera)
  - Diucaammertangare (Diuca diuca)
  - Spiegelammertangare (Diuca speculifera)
- Donacospiza
  - Riedammertangare	(Donacospiza albifrons)
- Pseudosaltator
  - Weißbrauen-Bergtangare (Pseudosaltator rufiventris)
- Dubusia
  - Santa-Marta-Bergtangare (Dubusia carrikeri)
  - Braunbauch-Bergtangare (Dubusia castaneoventris)
  - Silberbrauen-Bergtangare (Dubusia taeniata)
  - Silberscheitel-Bergtangare (Dubusia stictocephala)
- EmberizoidesKeilschwanz-Grastangare (Emberizoides herbicola)

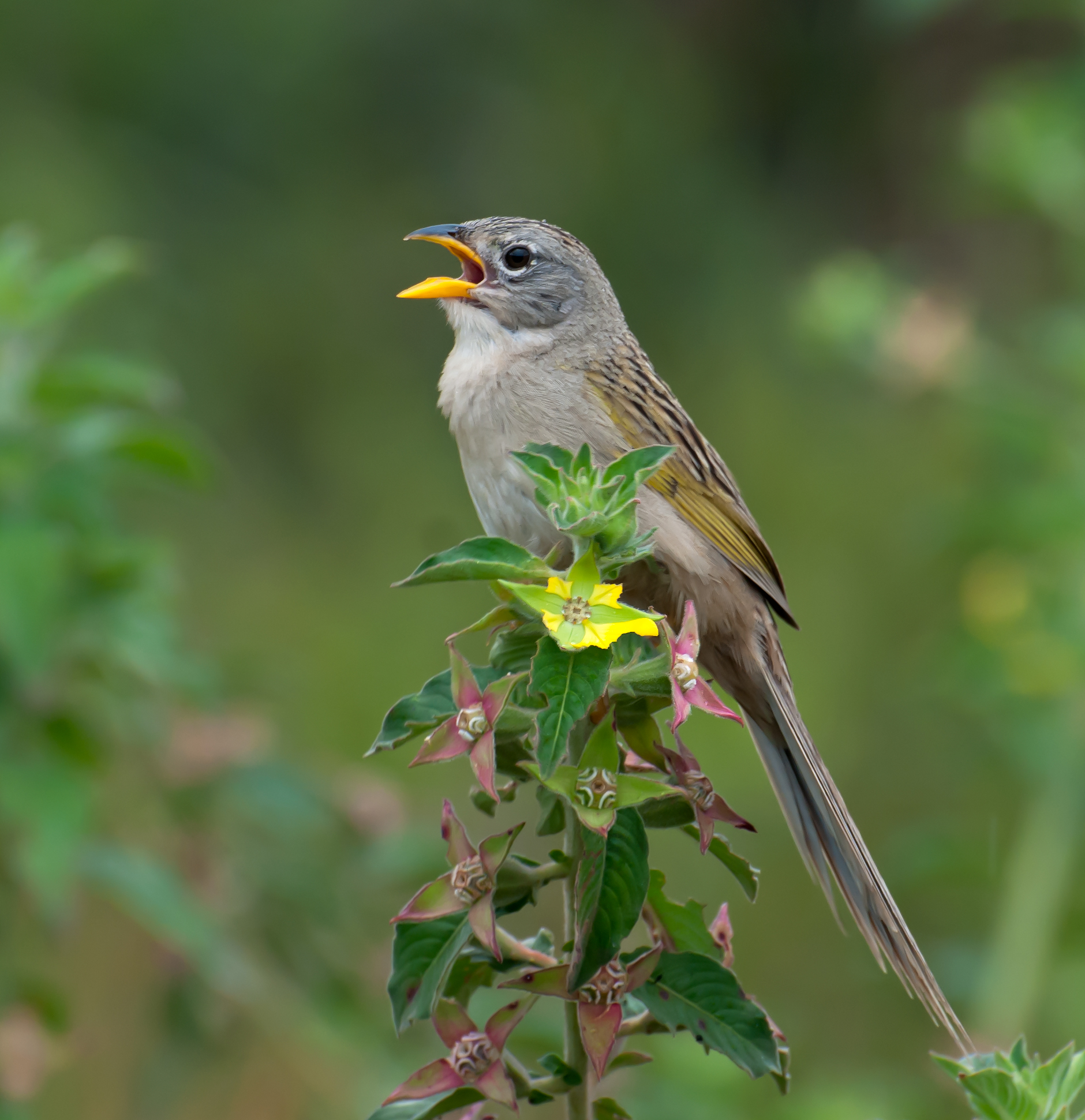
Keilschwanz-Grastangare (Emberizoides herbicola)

  - Duidagrastangare (Emberizoides duidae)
  - Keilschwanz-Grastangare (Emberizoides herbicola)
  - Olivmantel-Grastangare (Emberizoides ypiranganus)
- Embernagra
  - Pampagrastangare (Embernagra platensis)
  - Langschwanz-Grastangare (Embernagra longicauda)
- Eucometis
  - Graukopftangare (Eucometis penicillata)
- Euneornis
  - Jamaikazuckervogel (Euneornis campestris)
- Grundfinken (Geospiza)Españolagrundfink (Geospiza conirostris)

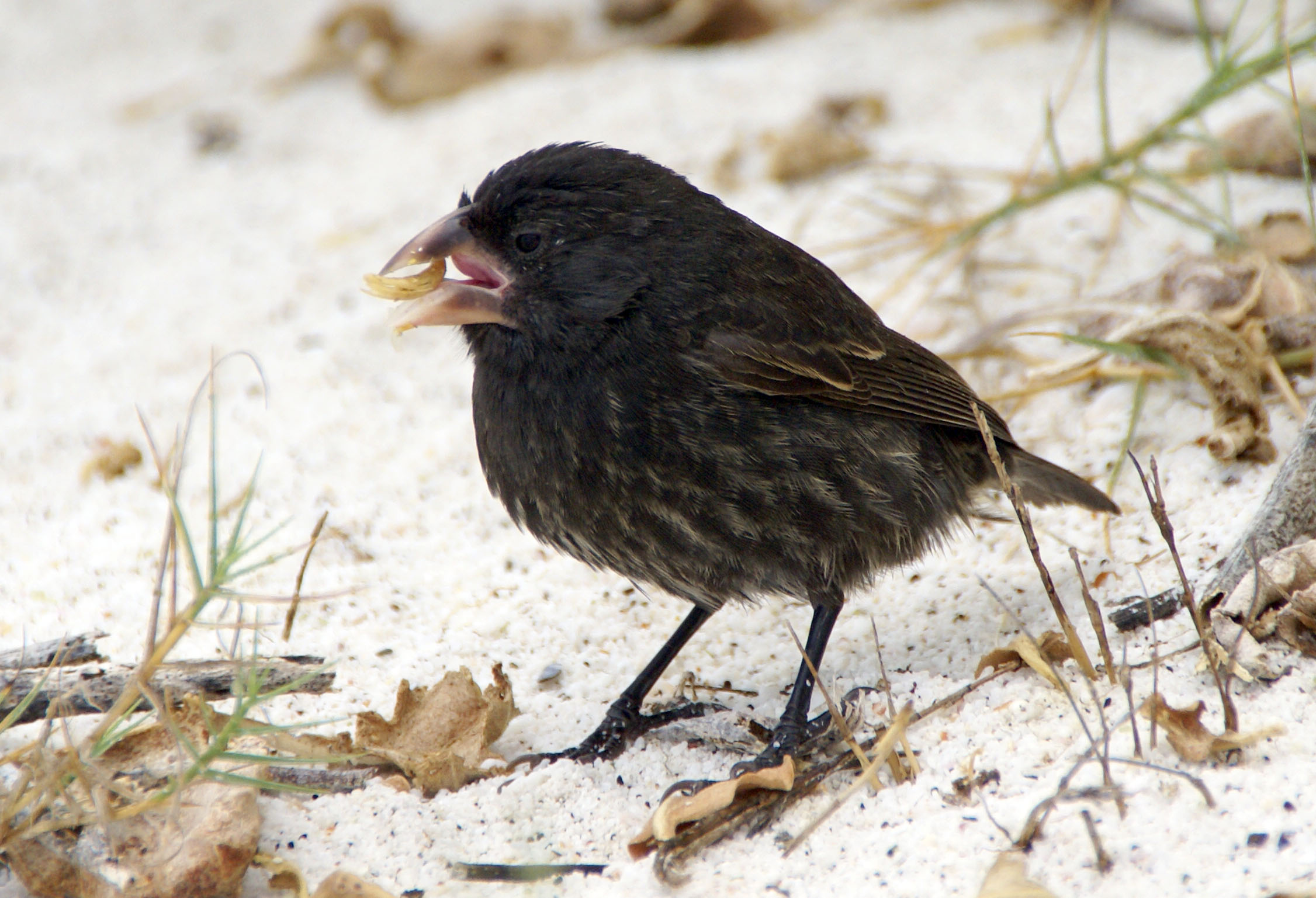
Españolagrundfink (Geospiza conirostris)

  - Genovesagrundfink (Geospiza acutirostris)
  - Españolagrundfink (Geospiza conirostris)
  - Spitzschnabel-Grundfink (Geospiza difficilis)
  - Mittelgrundfink (Geospiza fortis)
  - Kleingrundfink (Geospiza fuliginosa)
  - Großschnabel-Grundfink (Geospiza magnirostris)
  - Españolagrundfink (Geospiza propinqua)
  - Kaktusgrundfink (Geospiza scandens)
  - Vampirgrundfink (Geospiza septentrionalis)
- Geospizopsis
  - Aschbrustämmerling (Geospizopsis plebejus)
  - Bleiämmerling (Geospizopsis unicolor)

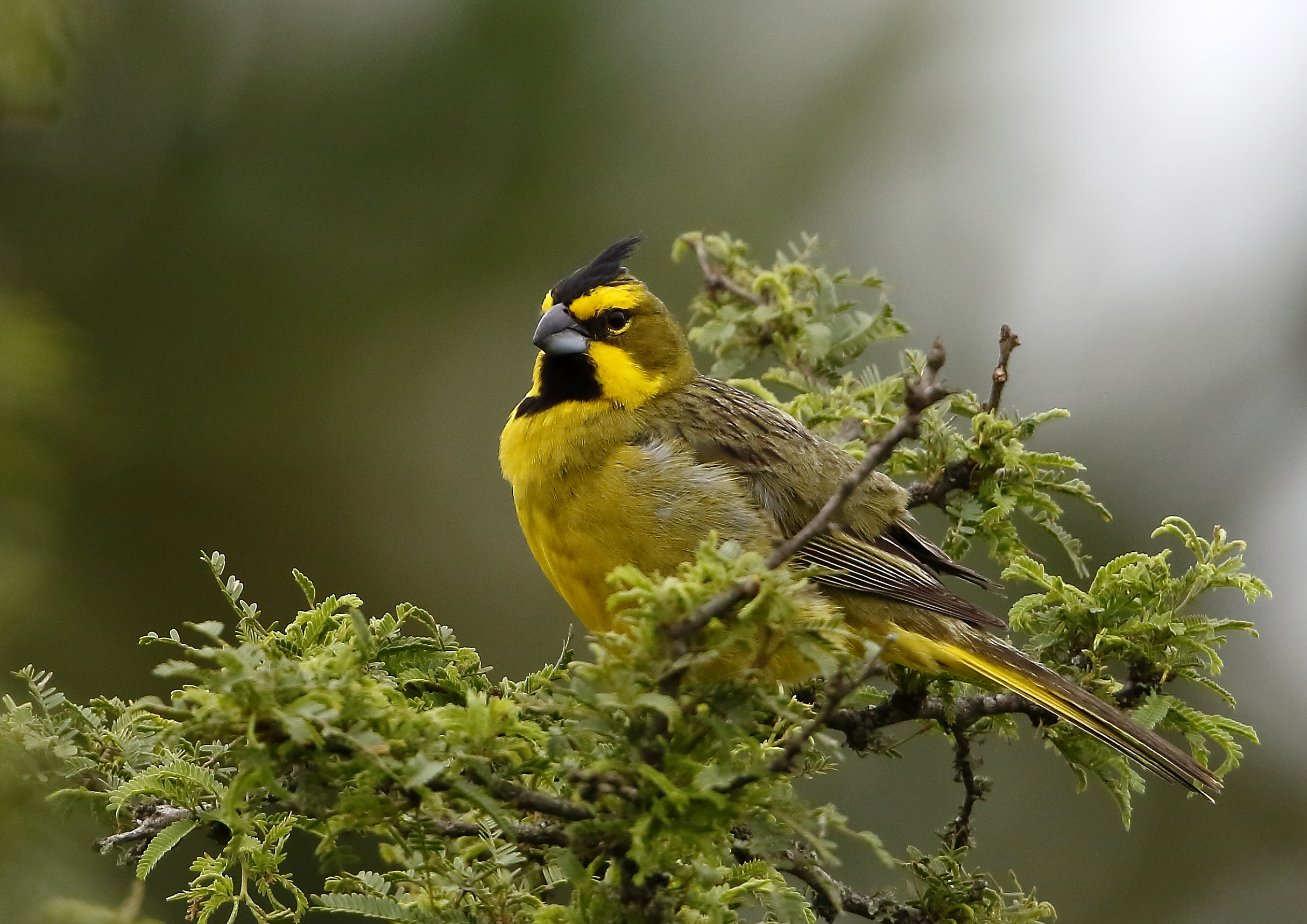
Grünkardinal (Gubernatrix cristata)

- GubernatrixGrünkardinal (Gubernatrix cristata)
  - Grünkardinal (Gubernatrix cristata)
- Haplospiza
  - Schieferämmerling (Haplospiza rustica)
  - Einfarbämmerling (Haplospiza unicolor)
- Heliothraupis
  - Inti-Tangare (Heliothraupis oneilli)
- Hemithraupis
  - Gelbbürzeltangare (Hemithraupis flavicollis)
  - Guiratangare (Hemithraupis guira)
  - Rostkappentangare (Hemithraupis ruficapilla)
- HeterospingusBrauenschopftangare (Heterospingus xanthopygius)

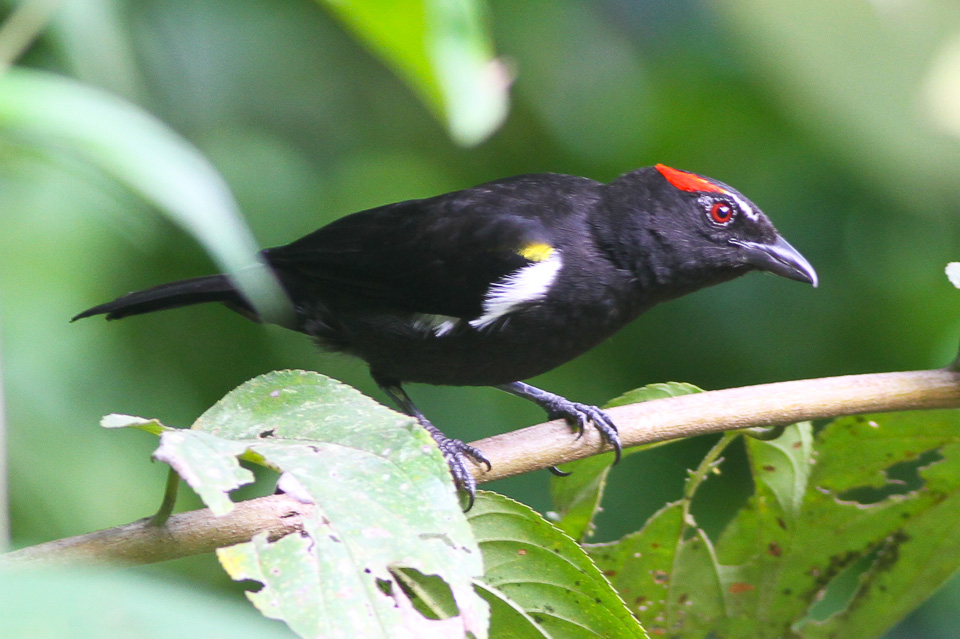
Brauenschopftangare (Heterospingus xanthopygius)

  - Schwefelbürzeltangare (Heterospingus rubrifrons)
  - Brauenschopftangare (Heterospingus xanthopygius)
- Idiopsar
  - Kurzschwanzammer (Idiopsar brachyurus)
  - Braunmantelämmerling (Idiopsar dorsalis)
  - Weißkehlämmerling (Idiopsar erythronotus)
- Iridophanes
  - Halsbandtangare (Iridophanes pulcherrimus)
- IridosornisPurpurmanteltangare (Iridosornis porphyrocephala)

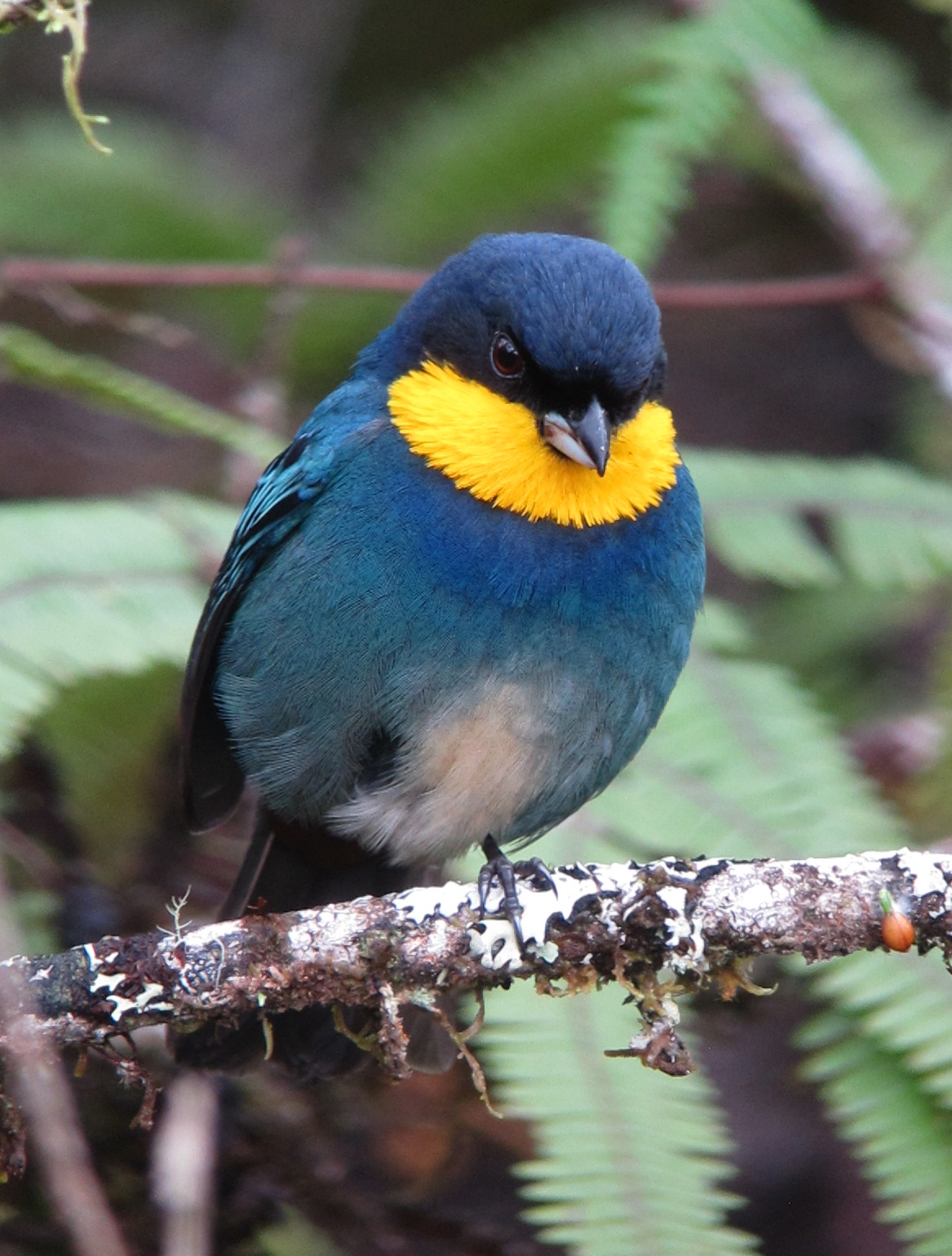
Purpurmanteltangare (Iridosornis porphyrocephala)

  - Gelbkehl-Bergtangare (Iridosornis analis)
  - Kastanienbauch-Bergtangare (Iridosornis jelskii)
  - Purpurmantel-Bergtangare (Iridosornis porphyrocephala)
  - Goldband-Bergtangare (Iridosornis reinhardti)
  - Goldscheitel-Bergtangare (Iridosornis rufivertex)
- Incaspiza
  - Streifenrücken-Kaktustangare (Incaspiza ortizi)
  - Schwarzstirn-Kaktustangare (Incaspiza laeta)
  - Rotmantel-Kaktustangare (Incaspiza personata)
  - Inkakaktustangare (Incaspiza pulchra)
  - Rotschulter-Kaktustangare (Incaspiza watkinsi)
- Ixothraupis
  - Drosseltangare (Ixothraupis punctata)
  - Fleckentangare (Ixothraupis guttata)
  - Gelbbauchtangare (Ixothraupis xanthogastra)
  - Rostkehltangare (Ixothraupis rufigula)
  - Tüpfeltangare (Ixothraupis varia)
- Kleinothraupis
  - Schwarzkappen-Finkentangare (Kleinothraupis atropileus)
  - Weißbrauen-Finkentangare (Kleinothraupis auricularis)
  - Ockerbrauen-Finkentangare (Kleinothraupis calophrys)
  - Parodi-Finkentangare (Kleinothraupis parodii)
  - Graukappen-Finkentangare (Kleinothraupis reyi)
- Lanio
  - Weißschulter-Würgertangare (Lanio versicolor)
  - Goldbrust-Würgertangare (Lanio fulvus)
  - Schwarzkehl-Würgertangare (Lanio aurantius)
  - Weißkehl-Würgertangare (Lanio leucothorax)
- LophospingusSchwarzhauben-Zwergkardinal (Lophospingus pusillus)

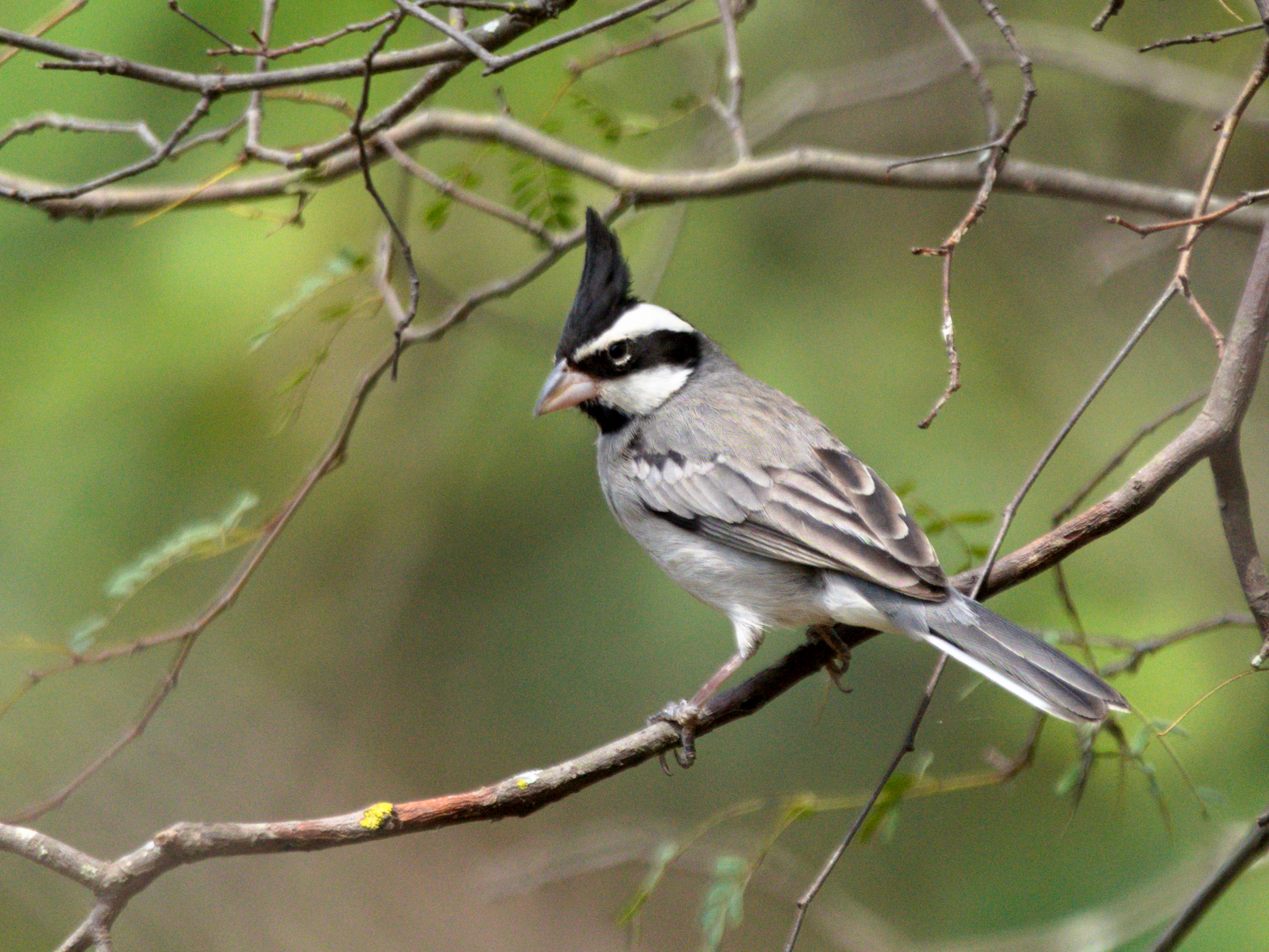
Schwarzhauben-Zwergkardinal (Lophospingus pusillus)

  - Grauzwergkardinal (Lophospingus griseocristatus)
  - Schwarzhauben-Zwergkardinal (Lophospingus pusillus)
- Loxigilla
  - Barbadosgimpeltangare (Loxigilla barbadensis)
  - Rotkehl-Gimpeltangare (Loxigilla noctis)
- Loxipasser
  - Goldbug-Gimpelfink (Loxipasser anoxanthus)
- MelanoderaZügel-Ammerfink (Melanodera xanthogramma)

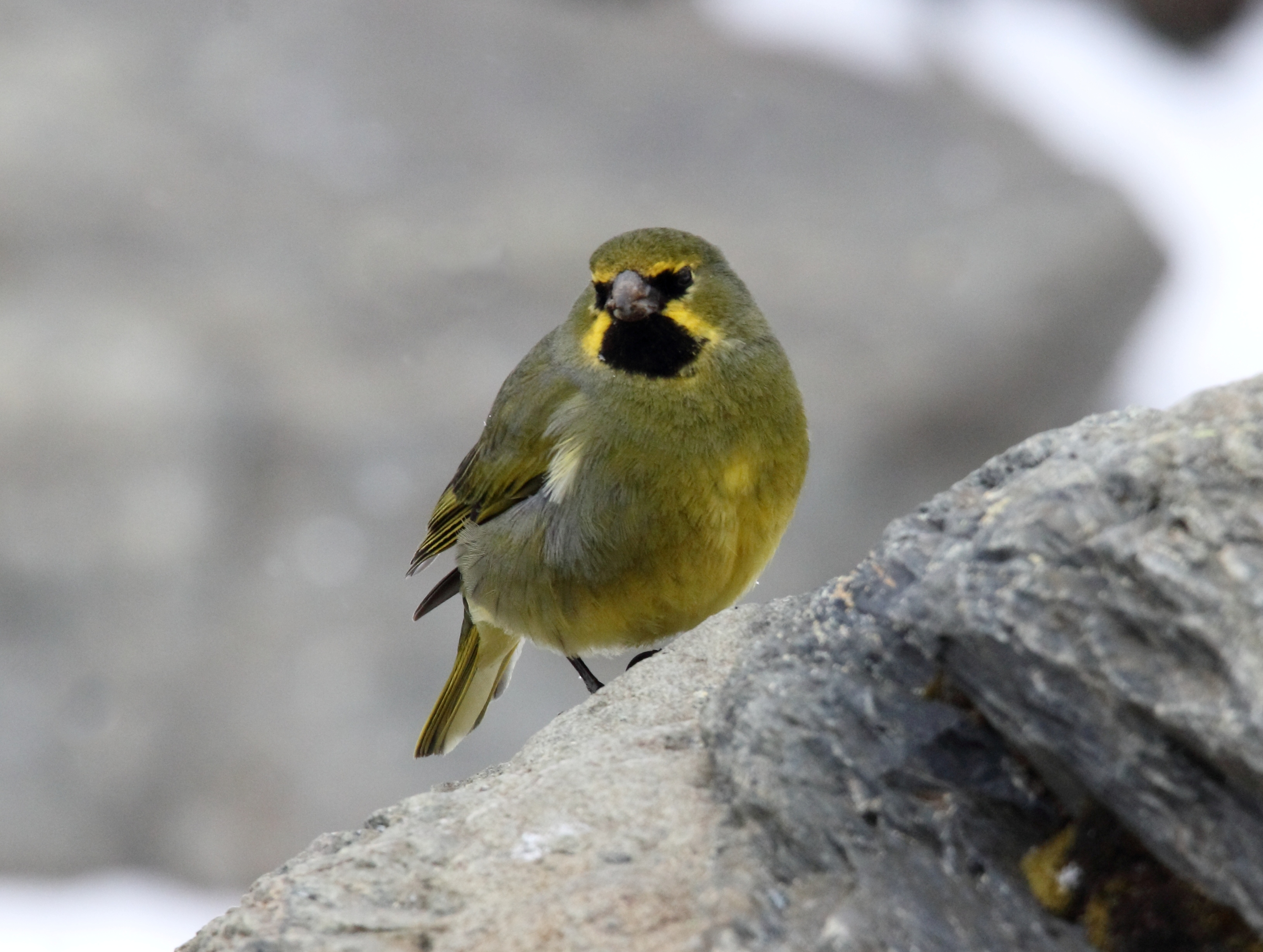
Zügel-Ammerfink (Melanodera xanthogramma)

  - Schwarzkehl-Ammerfink (Melanodera melanodera)
  - Zügel-Ammerfink (Melanodera xanthogramma)
- Melanospiza
  - Jamaika-Gimpelfink (Melanospiza bicolor)
  - Blassfuß-Gimpelfink (Melanospiza richardsoni)
- Melopyrrha
  - Schwarz-Gimpelfink (Melopyrrha nigra)
  - Rotkopf-Gimpelfink (Melopyrrha portoricensis)
  - Rotsteiß-Gimpelfink (Melopyrrha violacea)
- Microspingus
  - Schwarzscheitel-Finkentangare (Microspingus alticola)
  - Graubrust-Finkentangare (Microspingus cabanisi)
  - Grauscheitel-Finkentangare (Microspingus cinereus)
  - Rostbrauen-Finkentangare (Microspingus erythrophrys)
  - Rotbürzel-Finkentangare (Microspingus lateralis)
  - Schwarzwangen-Finkentangare (Microspingus melanoleucus)
  - Microspingus torquatus pectoralis
  - Bandfinkentangare (Microspingus torquatus)

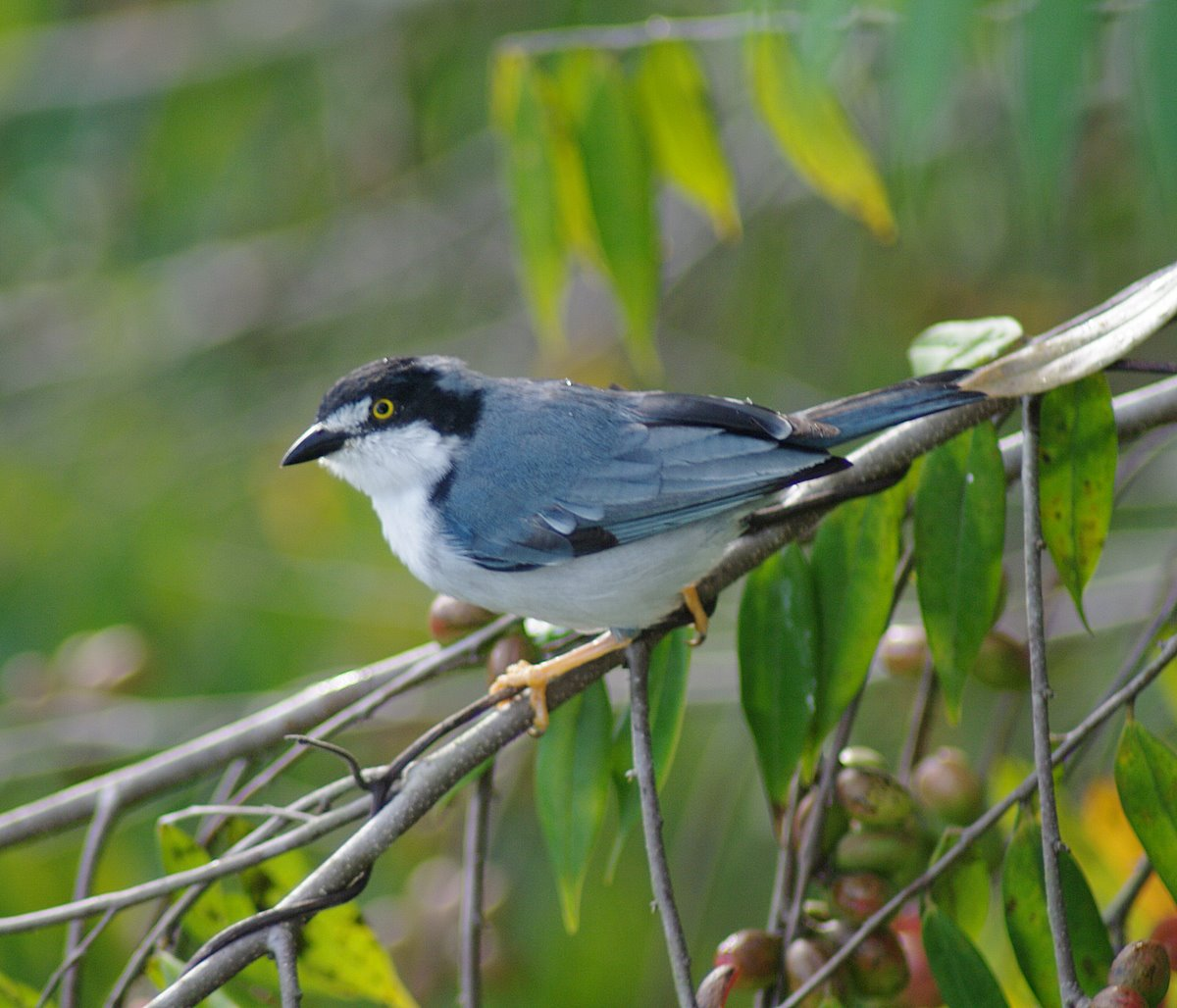
Schwarzkappentangare (Nemosia pileata)

- NemosiaSchwarzkappentangare (Nemosia pileata)
  - Schwarzkappentangare (Nemosia pileata)
  - Rubinkehltangare (Nemosia rourei)
- Nesospiza
  - Tristanammerfink (Nesospiza acunhae)
  - Questammerfink (Nesospiza questi)
  - Wilkinsammerfink (Nesospiza wilkinsi)
- Neothraupis
  - Flügelbindentangare (Neothraupis fasciata)
- Nephelornis
  - Brauntangare (Nephelornis oneilli)

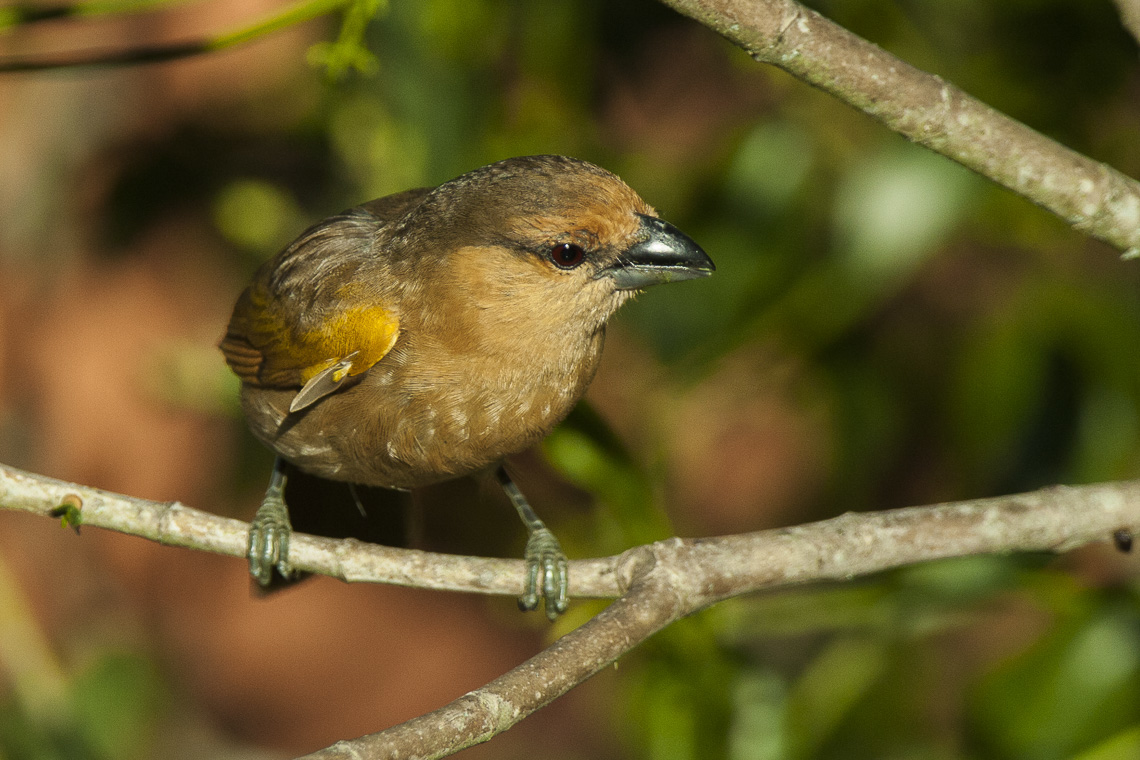
Fuchstangare (Orchesticus abeillei)

- OrchesticusFuchstangare (Orchesticus abeillei)
  - Fuchstangare (Orchesticus abeillei)
- Parkerthraustes
  - Gelbschulterkardinal (Parkerthraustes humeralis)
- ParoariaMantelkardinal (Paroaria capitata)

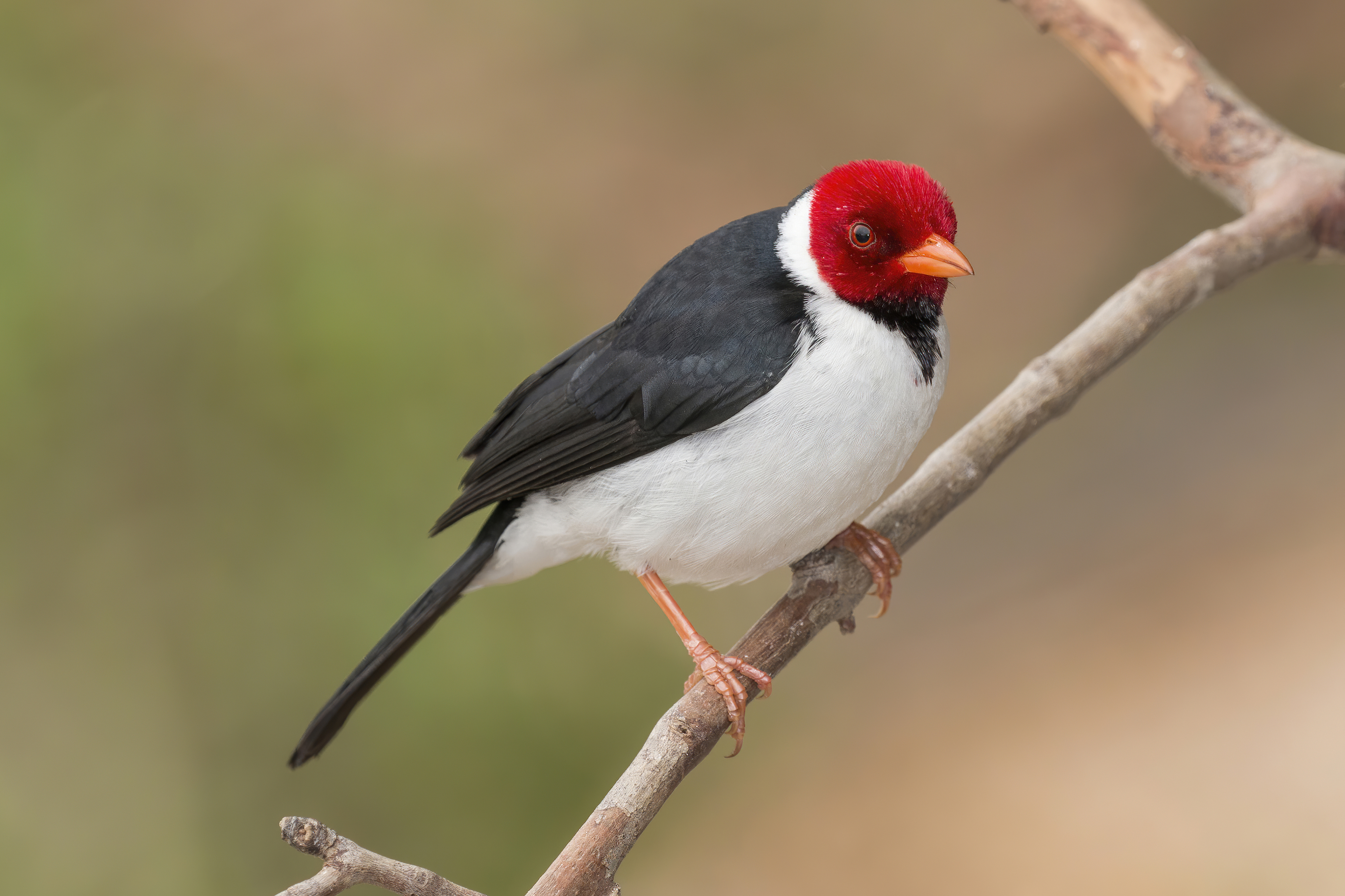
Mantelkardinal (Paroaria capitata)

  - Rotschopftangare (Paroaria coronata)
  - Blutstirnkardinal (Paroaria baeri)
  - Mantelkardinal (Paroaria capitata)
  - Dominikanerkardinal (Paroaria dominicana)
  - Schwarzkehlkardinal (Paroaria gularis)
  - Maskenkardinal (Paroaria nigrogenis)
- Phonipara
  - Kubagimpeltangare (Phonipara canora)

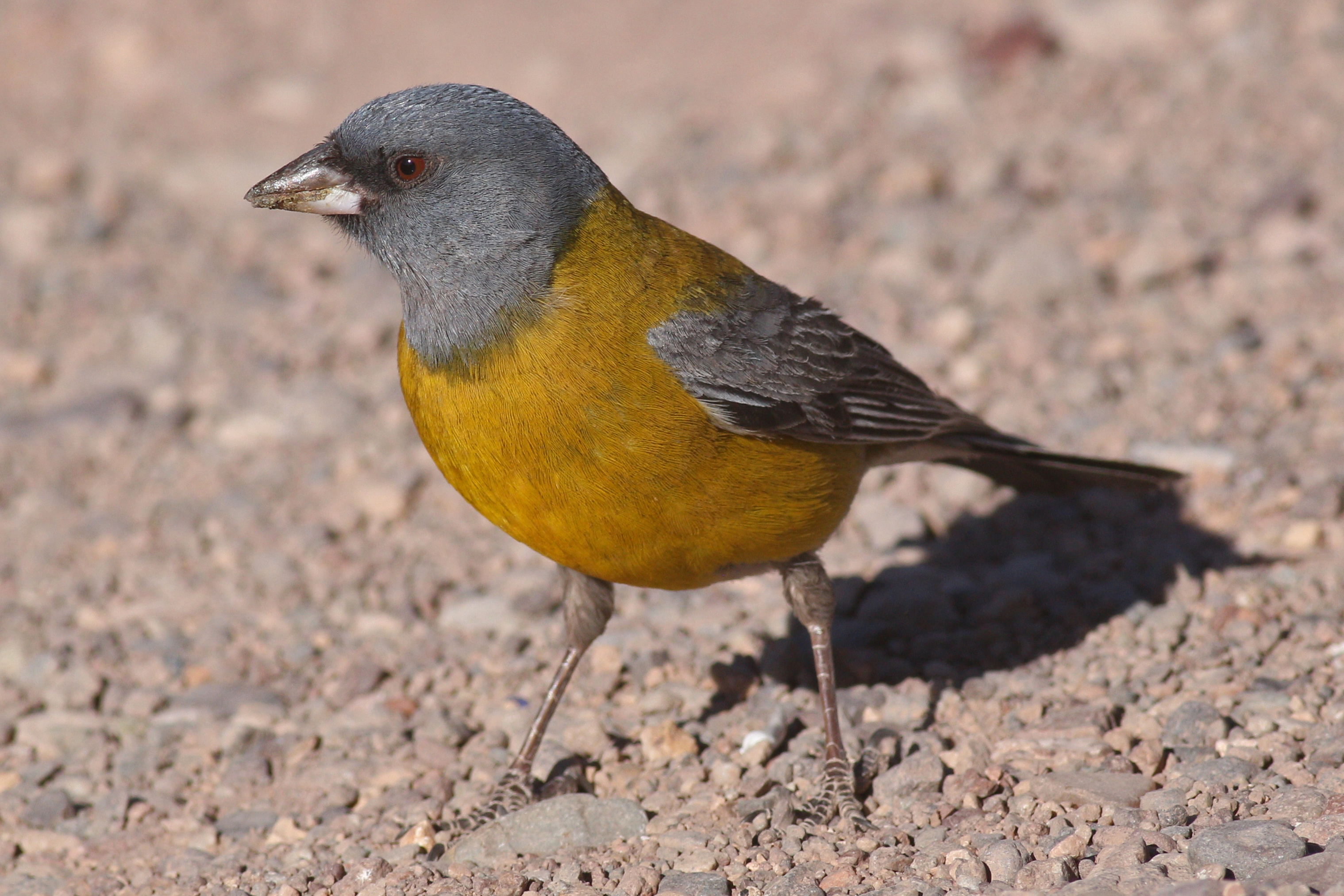
Kordillerenammertangare	(Phrygilus gayi)

- PhrygilusKordillerenammertangare	(Phrygilus gayi)
  - Kordillerenammertangare	(Phrygilus gayi)
  - Graukopf-Ammertangare (Phrygilus patagonicus)
  - Kapuzenammertangare	(Phrygilus atriceps)
  - Buschammertangare (Phrygilus punensis)
- Piezorhina
  - Dickschnabel-Grautangare (Piezorhina cinerea)
- Pinaroloxias
  - Kokosfink (Pinaroloxias inornata)
- Pipraeidea
  - Furchentangare  (Pipraeidea bonariensis)
  - Schwarzrückentangare (Pipraeidea melanonota)
- Platyspiza
  - Dickschnabel-Darwinfink (Platyspiza crassirostris)
- Poecilostreptus
  - Grünmanteltangare (Poecilostreptus cabanisi)
  - Silbermanteltangare (Poecilostreptus palmeri)
- PoospizaSchmuckfinkentangare (Poospiza ornata)

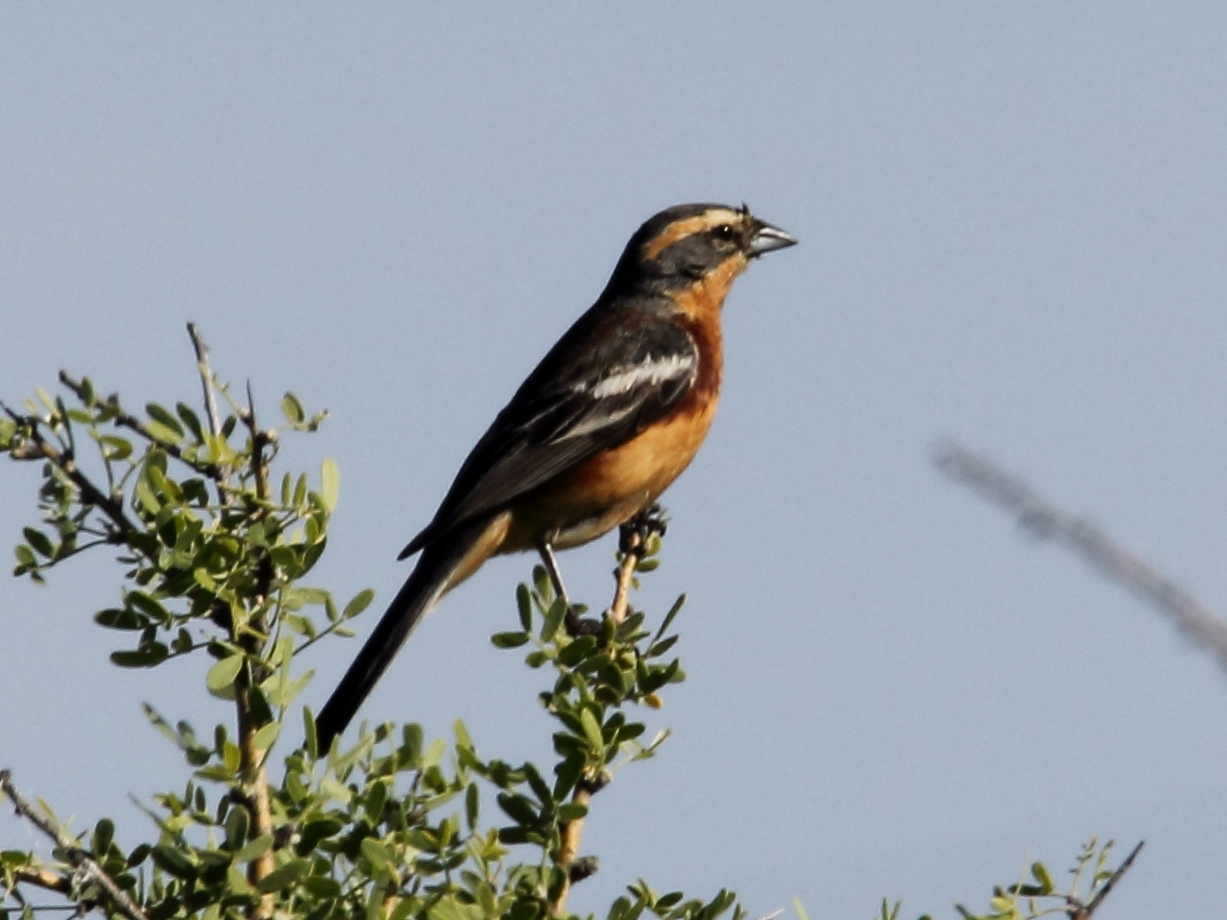
Schmuckfinkentangare (Poospiza ornata)

  - Zimtbrust-Finkentangare (Poospiza boliviana)
  - Schmuckfinkentangare (Poospiza ornata)
  - Rötelfinkentangare (Poospiza nigrorufa)
  - Rotbrust-Finkentangare (Poospiza whitii)
  - Schwarzbrust-Finkentangare (Poospiza hispaniolensis)
  - Rostbauch-Finkentangare (Poospiza rubecula)
  - Graubauch-Finkentangare (Poospiza baeri)
  - Cochabamba-Finkentangare (Poospiza garleppi)
  - Graurücken-Finkentangare (Poospiza goeringi)
  - Zimtbrauen-Finkentangare (Poospiza rufosuperciliaris)
- Poospizopsis
  - Rotflanken-Finkentangare (Poospizopsis hypocondria)
  - Grauflanken-Finkentangare (Poospizopsis caesar)
- Porphyrospiza
  - Kobaltammertangare (Porphyrospiza caerulescens)
  - Lerchenammertangare	(Porphyrospiza alaudina)
  - Karbonammertangare (Porphyrospiza carbonaria)
- Pseudospingus
  - Schwarzkopf-Finkentangare (Pseudospingus verticalis)
  - Schlichtfinkentangare (Pseudospingus xanthophthalmus)
- Samttangaren (Ramphocelus)Feuerbürzeltangare (Ramphocelus flammigerus)

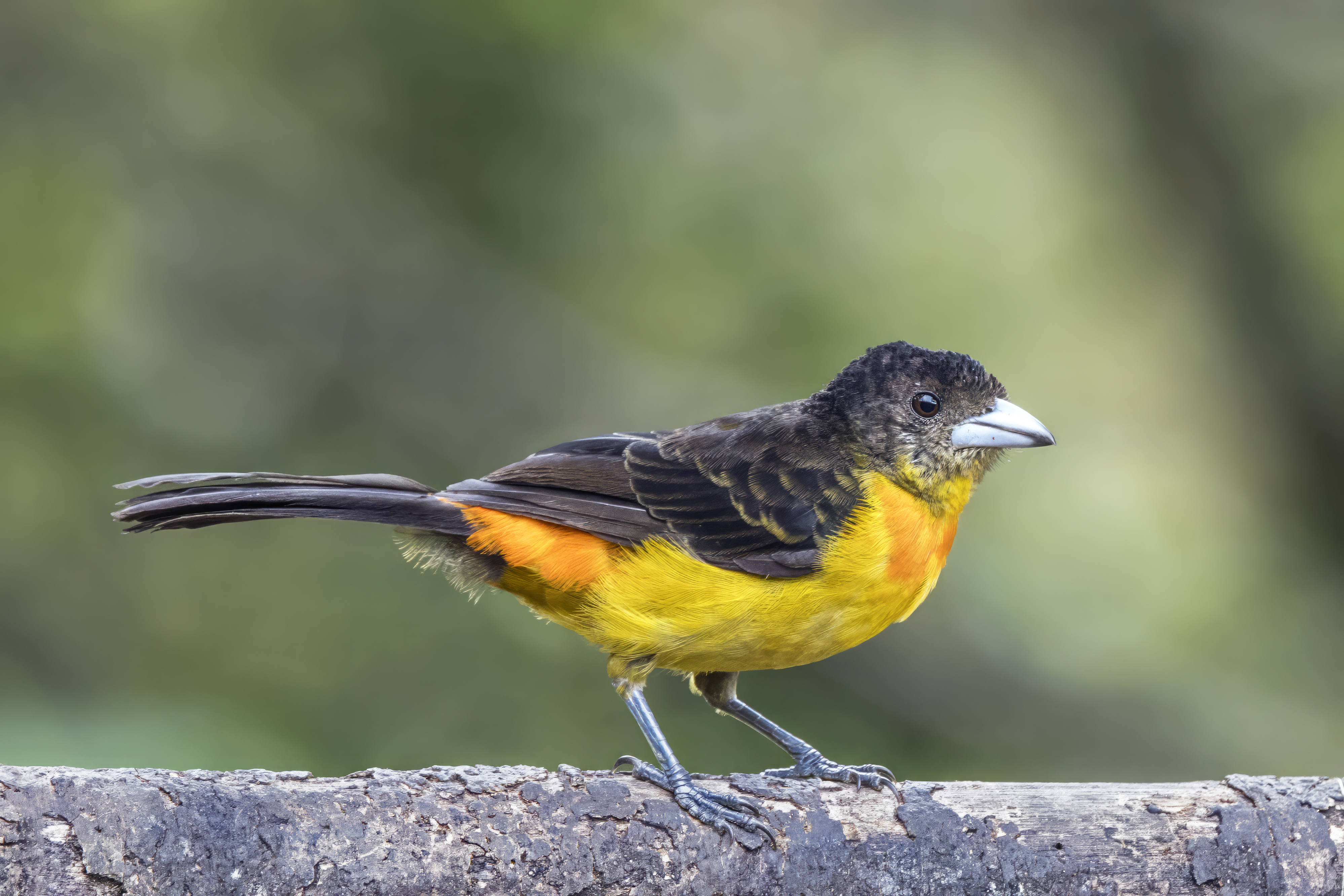
Feuerbürzeltangare (Ramphocelus flammigerus)

  - Brasiltangare (Ramphocelus bresilius)
  - Silberschnabeltangare (Ramphocelus carbo)
  - Scharlachbauchtangare (Ramphocelus dimidiatus)
  - Feuerbürzeltangare (Ramphocelus flammigerus)
  - Gelbrückentangare (Ramphocelus icteronotus)
  - Schwarzbauchtangare (Ramphocelus melanogaster)
  - Maskentangare (Ramphocelus nigrogularis)
  - Feuerrückentangare (Ramphocelus passerinii)
  - Flammentangare (Ramphocelus sanguinolentus)
- Rhodospingus
  - Purpurhaubentangare	(Rhodospingus cruentus)
- Rhopospina
  - Strauchammertangare	(Rhopospina fruticeti)
- Rowettia
  - Goughammertangare (Rowettia goughensis)
- SaltatorSchwarzkappensaltator (Saltator atriceps)

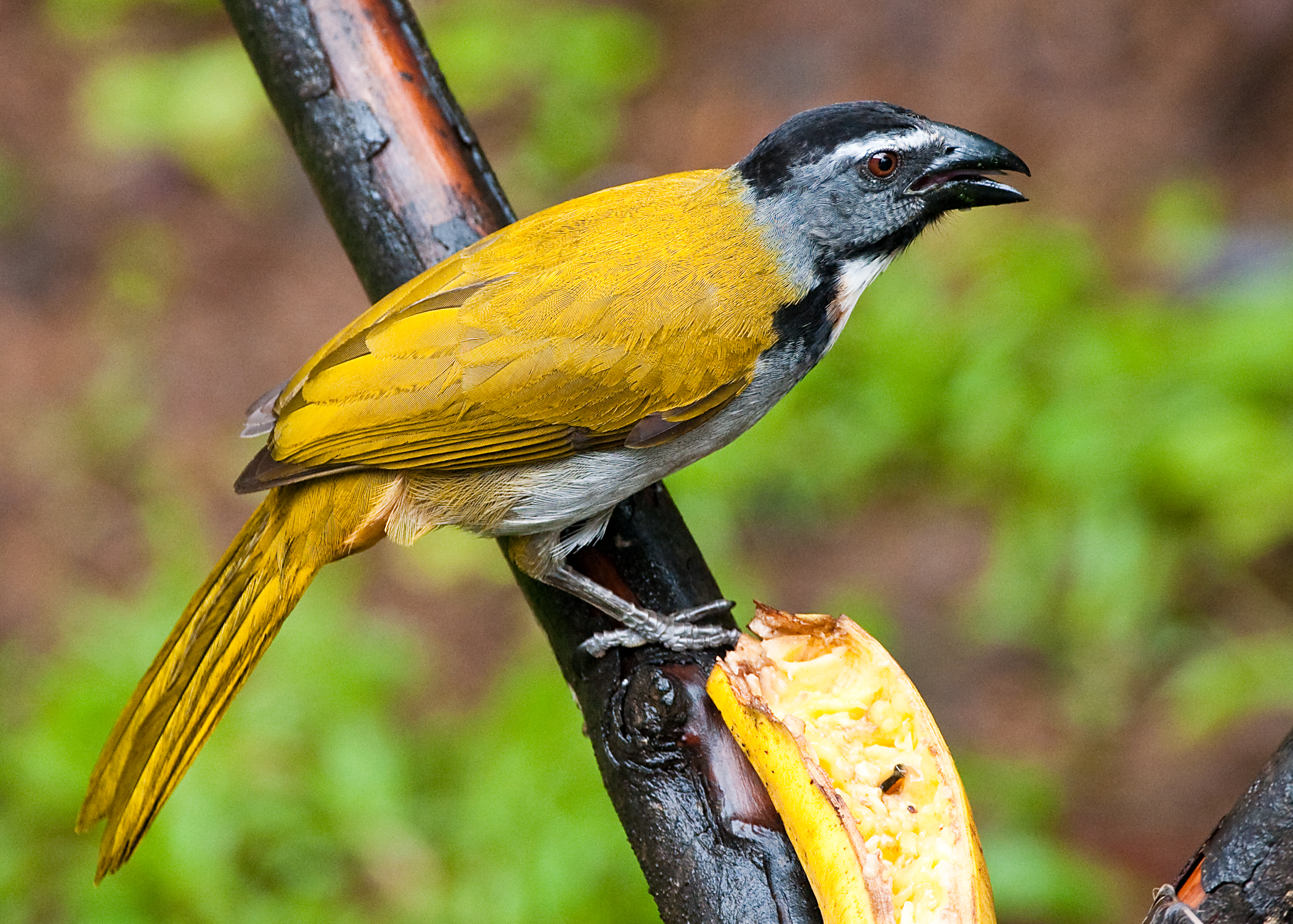
Schwarzkappensaltator (Saltator atriceps)

  - Antillensaltator (Saltator albicollis)
  - Schwarzhalssaltator (Saltator atricollis)
  - Schwarzschwingensaltator (Saltator atripennis)
  - Schwarzkappensaltator (Saltator atriceps)
  - Goldschnabelsaltator (Saltator aurantiirostris)
  - Maskensaltator (Saltator cinctus)
  - Grausaltator (Saltator coerulescens)
  - Papageischnabelsaltator (Saltator fuliginosus)
  - Rotschnabelsaltator (Saltator grossus)
  - Dickschnabelsaltator (Saltator maxillosus)
  - Buntkehlsaltator (Saltator maximus)
  - Schwarzgesichtsaltator (Saltator nigriceps)
  - Zimtflankensaltator (Saltator orenocensis)
  - Grünschwingensaltator (Saltator similis)
  - Strichelsaltator (Saltator striatipectus)
- Saltatricula
  - Chacosaltator (Saltatricula multicolor)
- Schistochlamys
  - Schleiertangare (Schistochlamys melanopis)
  - Gimpeltangare (Schistochlamys ruficapillus)
- Sericossypha
  - Weißkappentangare (Sericossypha albocristata)
- Gilbtangaren (Sicalis)Safrangilbtangare (Sicalis flaveola)

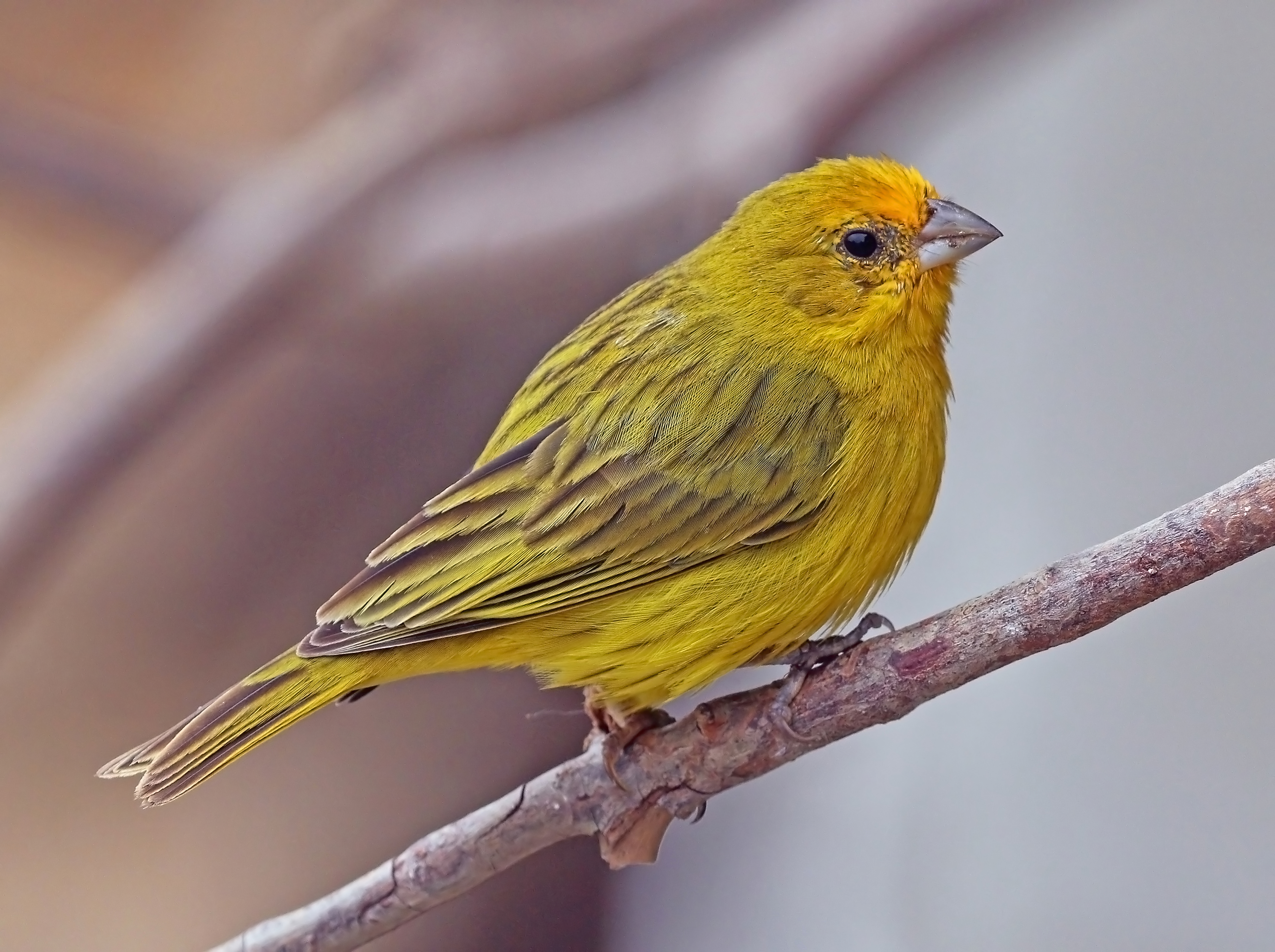
Safrangilbtangare (Sicalis flaveola)

  - Zitronengilbtangare (Sicalis citrina)
  - Blasskehl-Gilbtangare (Sicalis taczanowskii)
  - Goldbürzel-Gilbtangare (Sicalis uropigyalis)
  - Safrangilbtangare (Sicalis flaveola)
  - Zwerggilbtangare (Sicalis columbiana)
  - Kurzschnabel-Gilbtangare (Sicalis luteola)
  - Graunacken-Gilbammer (Sicalis luteocephala)
  - Magellangilbtangare (Sicalis lebruni)
  - Olivbrust-Gilbtangare (Sicalis olivascens)
  - Olivbauch-Gilbtangare (Sicalis mendozae)
  - Goldbauch-Gilbtangare (Sicalis auriventris)
  - Grauflanken-Gilbtangare (Sicalis raimondii)
  - Punagilbtangare (Sicalis lutea)
- Sphenopsis
  - Olivrücken-Finkentangare (Sphenopsis frontalis)
  - Schwarzohr-Finkentangare (Sphenopsis melanotis)
  - Ockerbrust-Finkentangare (Sphenopsis ochracea)
  - Piurafinkentangare (Sphenopsis piurae)
- Sporathraupis
  - Gelbschenkeltangare (Sporathraupis cyanocephala )
- Pfäffchen (Sporophila)Zweifarbenpfäffchen (Sporophila leucoptera)

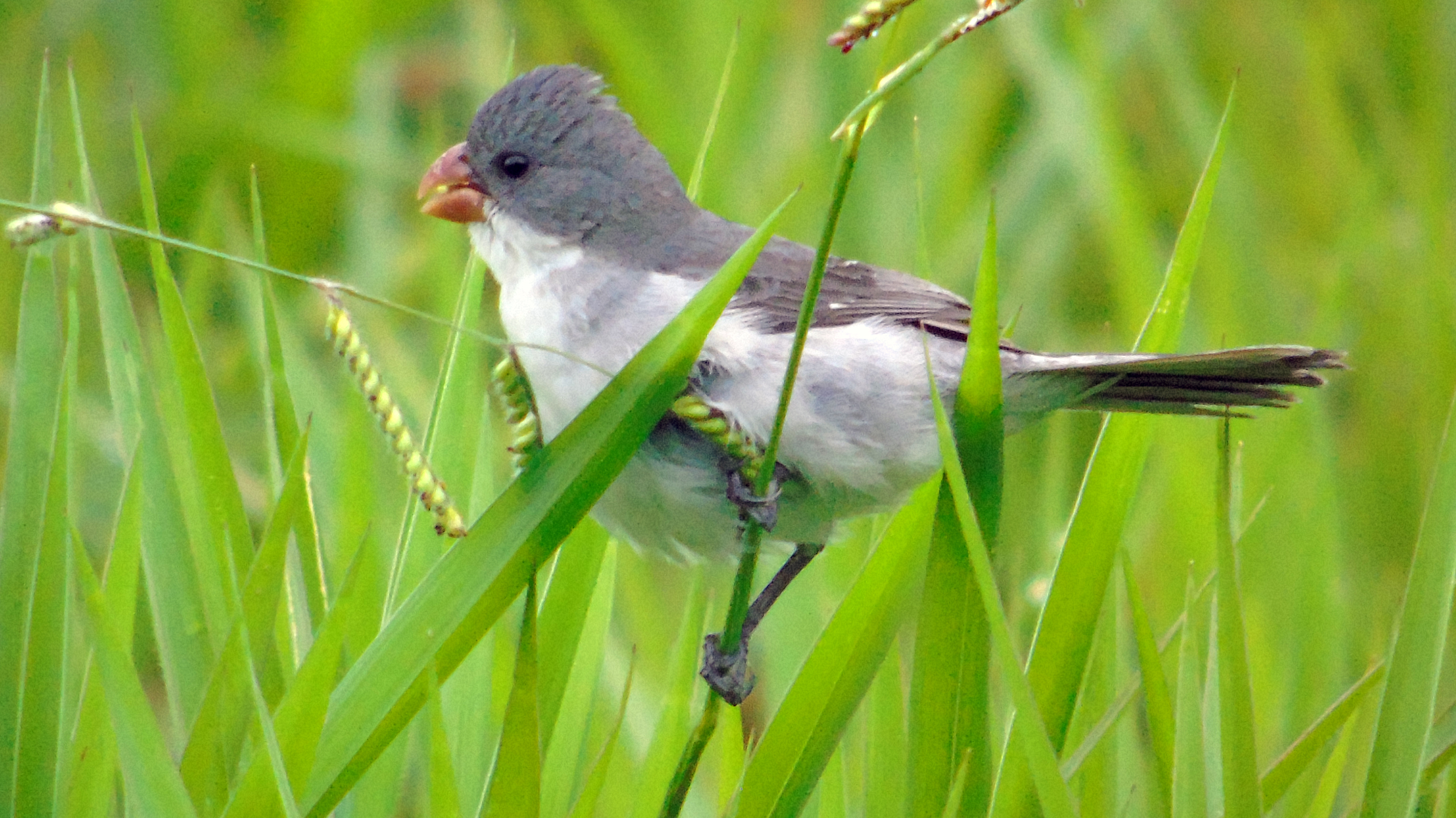
Zweifarbenpfäffchen (Sporophila leucoptera)

  - Weißkehlspelzer (Sporophila albogularis)
  - Wechselspelzer (Sporophila americana)
  - Flankenfleckenspelzer (Sporophila ardesiaca)
  - Orangespelzer (Sporophila bouvreuil)
  - Weißbartspelzer (Sporophila bouvronides)
  -  Schmuckspelzer (Sporophila caerulescens)
  - Rotbauchspelzer (Sporophila castaneiventris)
  - Zimtspelzer (Sporophila cinnamomea)
  - Erzspelzer (Sporophila collaris)
  - Dunkelspelzer (Sporophila corvina)
  - Falzschnabelspelzer (Sporophila falcirostris)
  - Riesenspelzer (Sporophila frontalis)
  - Rotbürzelspelzer (Sporophila hypochroma)
  - Ockerbrustspelzer (Sporophila hypoxantha)
  - Einfarbpfäffchen (Sporophila intermedia)
  - Zweifarbenspelzer (Sporophila leucoptera)
  - Diamantspelzer (Sporophila lineola)
  - Elsterspelzer (Sporophila luctuosa)
  - Schwarzbauchspelzer (Sporophila melanogaster)
  - Zwergspelzer (Sporophila minuta)
  - Schwarzbrustspelzer (Sporophila morelleti)
  - Caquetapfäffchen (Sporophila murallae)
  - Gelbbauchspelzer (Sporophila nigricollis)
  - Schwarzmantelspelzer (Sporophila nigrorufa)
  - Sumpfspelzer (Sporophila palustris)
  - Papageischnabelspelzer (Sporophila peruviana)
  - Weißwangenspelzer (Sporophila pileata)
  - Grauspelzer (Sporophila plumbea)
  - Schwarzkehlspelzer (Sporophila ruficollis)
  - Schieferspelzer (Sporophila schistacea)
  - Schlichtspelzer (Sporophila simplex)
  - Braunkehlspelzer (Sporophila telasco)
  - Halsbandspelzer (Sporophila torqueola)

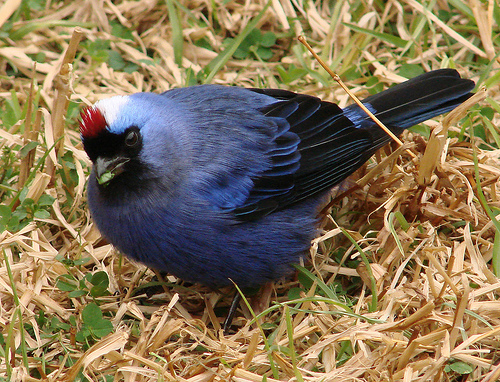
Diademtangare (Stephanophorus diadematus)

- StephanophorusDiademtangare (Stephanophorus diadematus)
  - Diademtangare (Stephanophorus diadematus)
- Stilpnia
  - Azurkopftangare (Stilpnia cyanicollis)
  - Buntkappentangare (Stilpnia cucullata)
  - Goldscheiteltangare (Stilpnia larvata)
  - Grünkappentangare (Stilpnia meyerdeschauenseei)
  - Grünkehltangare (Stilpnia argyrofenges)
  - Isabelltangare (Stilpnia cayana)
  - Prachttangare (Stilpnia preciosa)
  - Rotscheiteltangare (Stilpnia vitriolina)
  - Schwarzbrusttangare (Stilpnia nigrocincta)
  - Schwarzmanteltangare (Stilpnia peruviana)
  - Schwarzscheiteltangare (Stilpnia heinei)
  - Siratangare (Stilpnia phillipsi)
- Schwarztangaren (Tachyphonus)Schwarzachsel-Haubentangare (Tachyphonus delatrii)

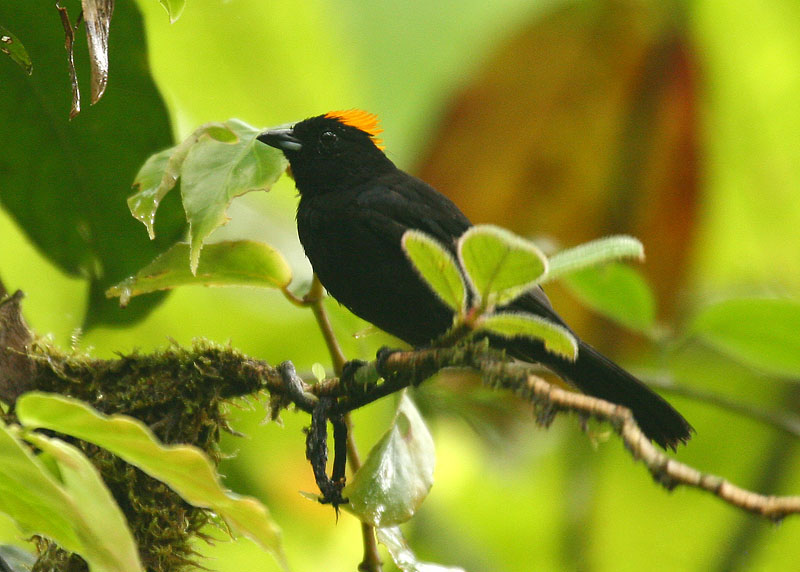
Schwarzachsel-Haubentangare (Tachyphonus delatrii)

  - Krontangare (Tachyphonus coronatus)
  - Schwarzachsel-Haubentangare (Tachyphonus delatrii)
  - Rotschultertangare (Tachyphonus phoenicus)
  - Schwarztangare (Tachyphonus rufus)
  - Goldschopftangare (Tachyphonus surinamus)
- Schillertangaren (Tangara)Isabelltangare (Tangara cayana)
- Tephrophilus

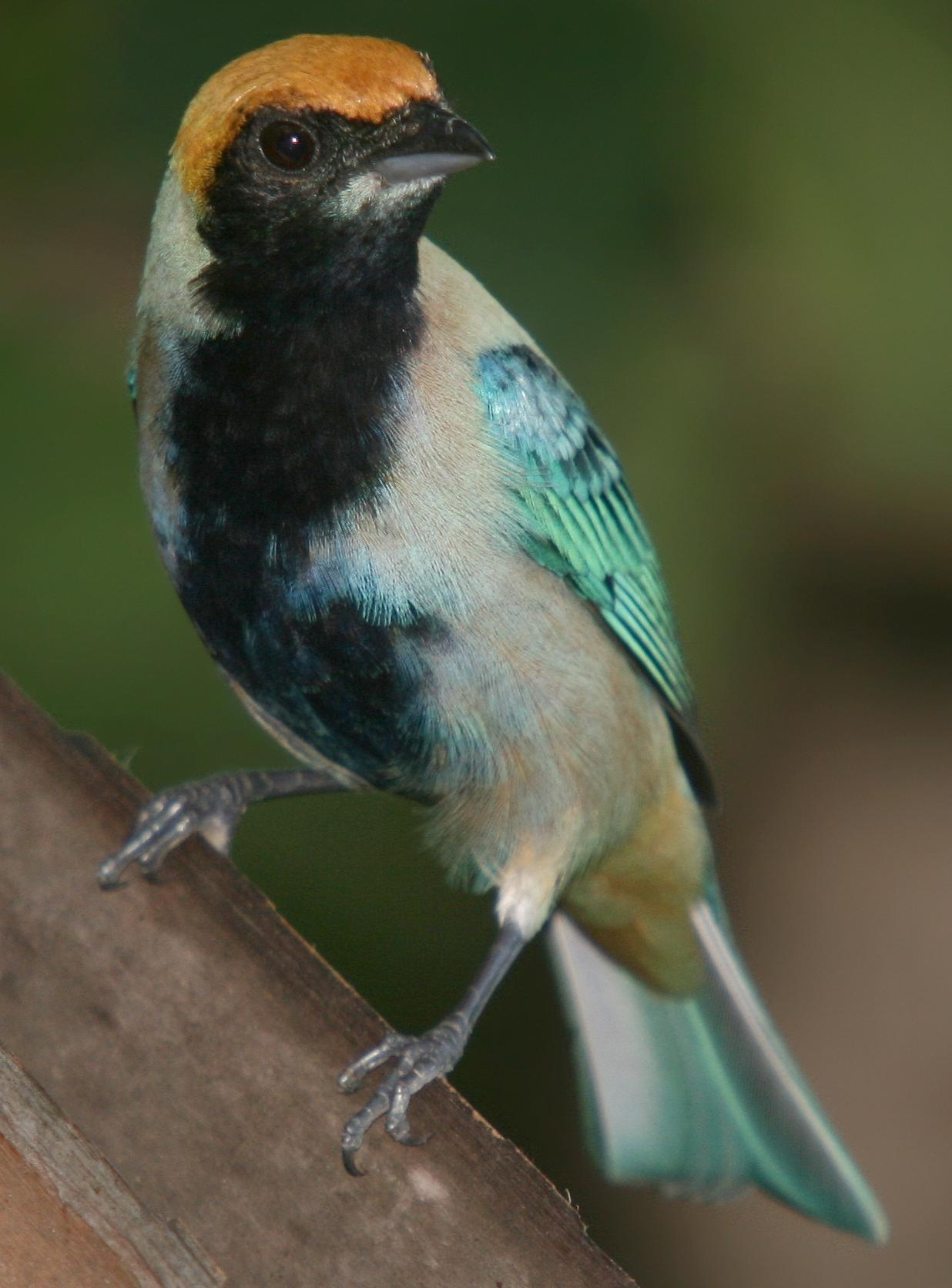
Isabelltangare (Tangara cayana)

  - Wetmorebergtangare (Tephrophilus wetmorei)
- Tersina
  - Schwalbentangare (Tersina viridis)
- Thlypopsis
  - Braunbauchtangare (Thlypopsis inornata)
  - Rostkopftangare (Thlypopsis fulviceps)
  - Zimtbrusttangare (Thlypopsis ornata)
  - Braunflankentangare (Thlypopsis pectoralis)
  - Goldkappentangare (Thlypopsis ruficeps)
  - Orangekopftangare (Thlypopsis sordida)
- Thraupis
  - Bischofstangare (Thraupis episcopus)
  - Blauflecktangare (Thraupis glaucocolpa)
  - Sayacatangare (Thraupis sayaca)
  - Violettschultertangare (Thraupis cyanoptera)
  - Schmucktangare (Thraupis ornata)
  - Palmtangare (Thraupis palmarun)
- Tiaris
  - Braungimpelfink (Tiaris obscurus)
  - Goldbrauen-Gimpeltangare (Tiaris olivaceus)
  - Schwarzbrust-Gimpelfink (Tiaris fuliginosus)

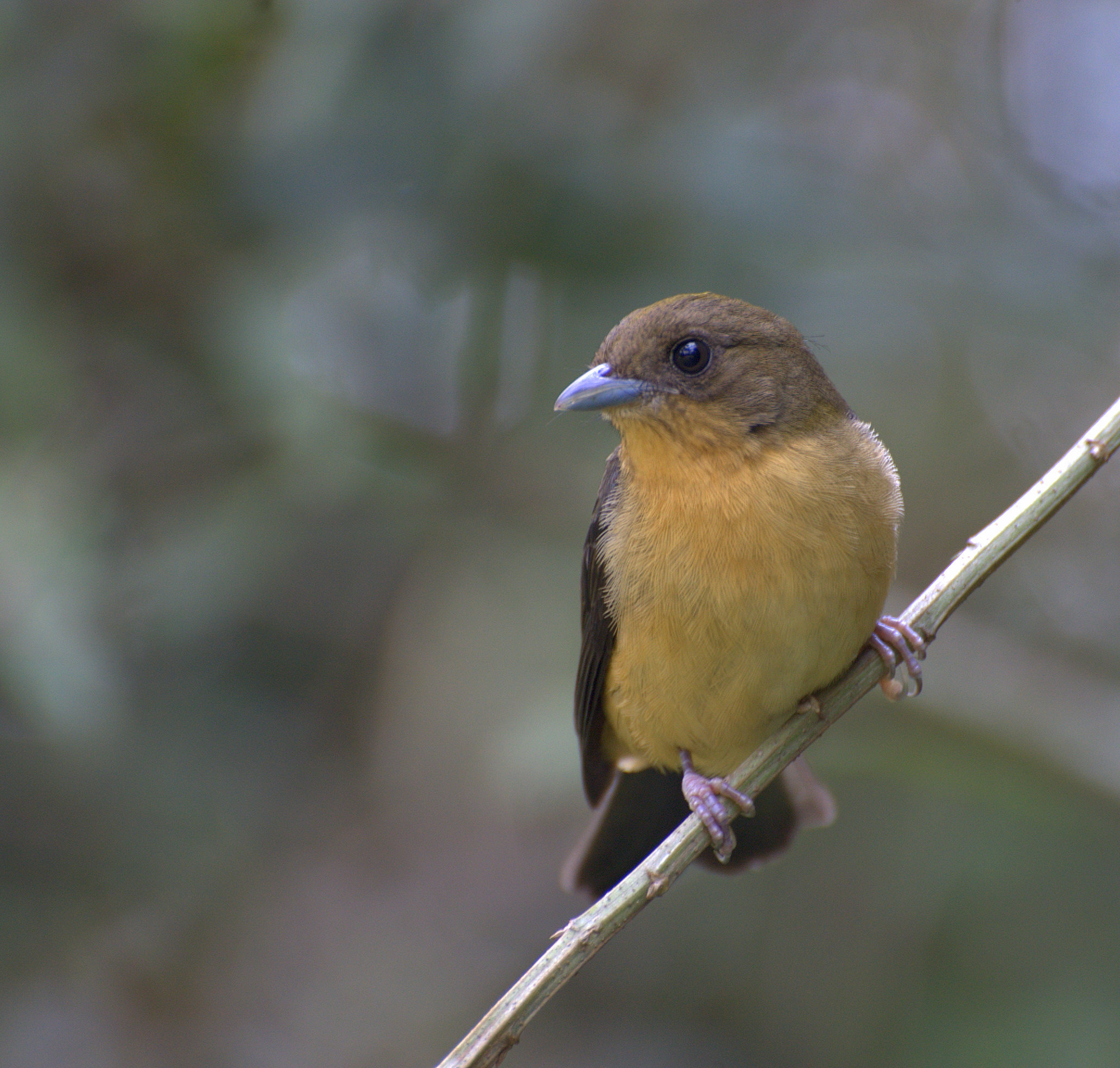
Haarschopftangare (Trichothraupis melanops)

- TrichothraupisHaarschopftangare (Trichothraupis melanops)
  - Haarschopftangare (Trichothraupis melanops)
- Urothraupis
  - Stolzmann-Tangare (Urothraupis stolzmanni)
- Volatinia
  - Jacariniammer (Volatinia jacarina)
- Wetmorethraupis
  - Veilchenschultertangare (Wetmorethraupis sterrhopteron)
- Xenodacnis
  - Stricheltangare (Xenodacnis parina)
- Xenospingus
  - Feinschnabelämmerling (Xenospingus concolor)